# Schneeball (Gattung)
Die Pflanzengattung Schneeball (Viburnum) gehört zur Familie der Moschuskrautgewächse (Adoxaceae). Die je nach Auffassung 100 bis 200 Arten sind größtenteils in den gemäßigten bis subtropischen Gebieten der Nordhalbkugel verbreitet. Sorten einiger Arten und Hybriden werden als Zierpflanzen in Parkanlagen und Gärten verwendet.

## Beschreibung

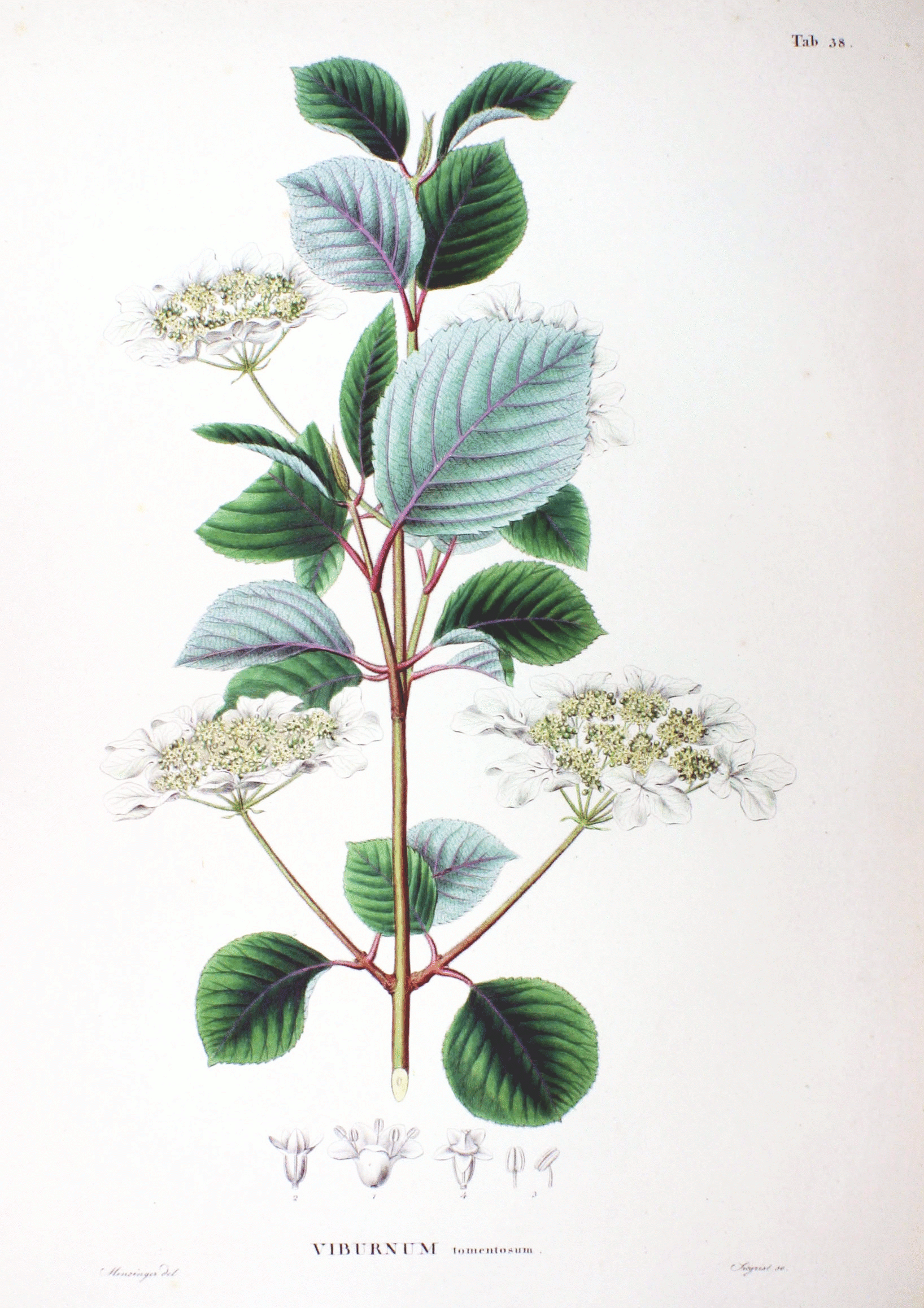
Illustration von Japan-Schneeball (Viburnum plicatum)

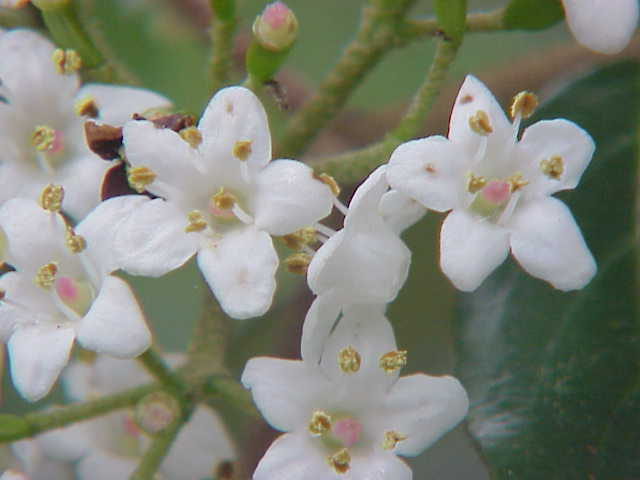
Blüten des Nützlichen Schneeballs (Viburnum utile)

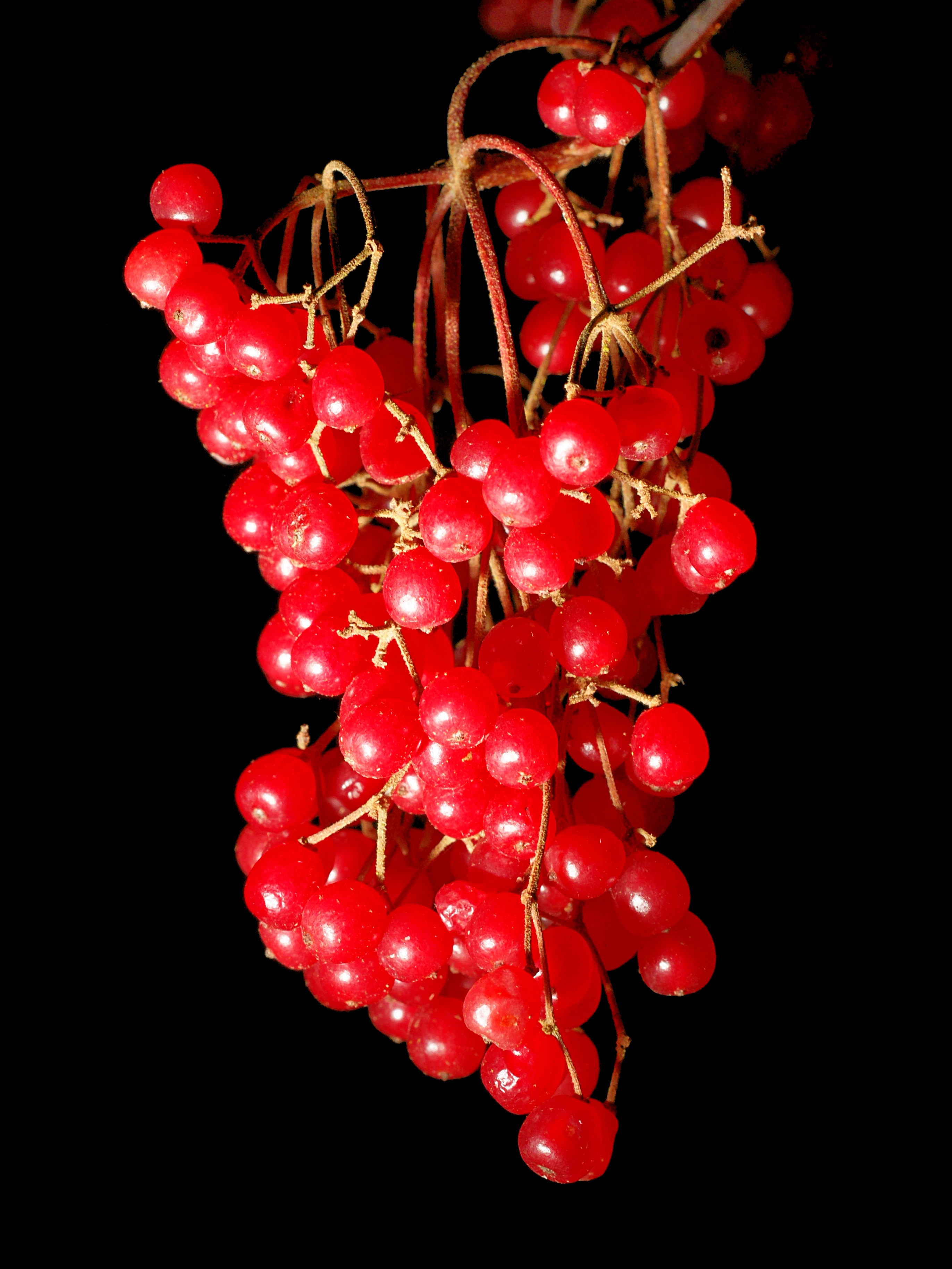
Früchte von Viburnum betulifolium

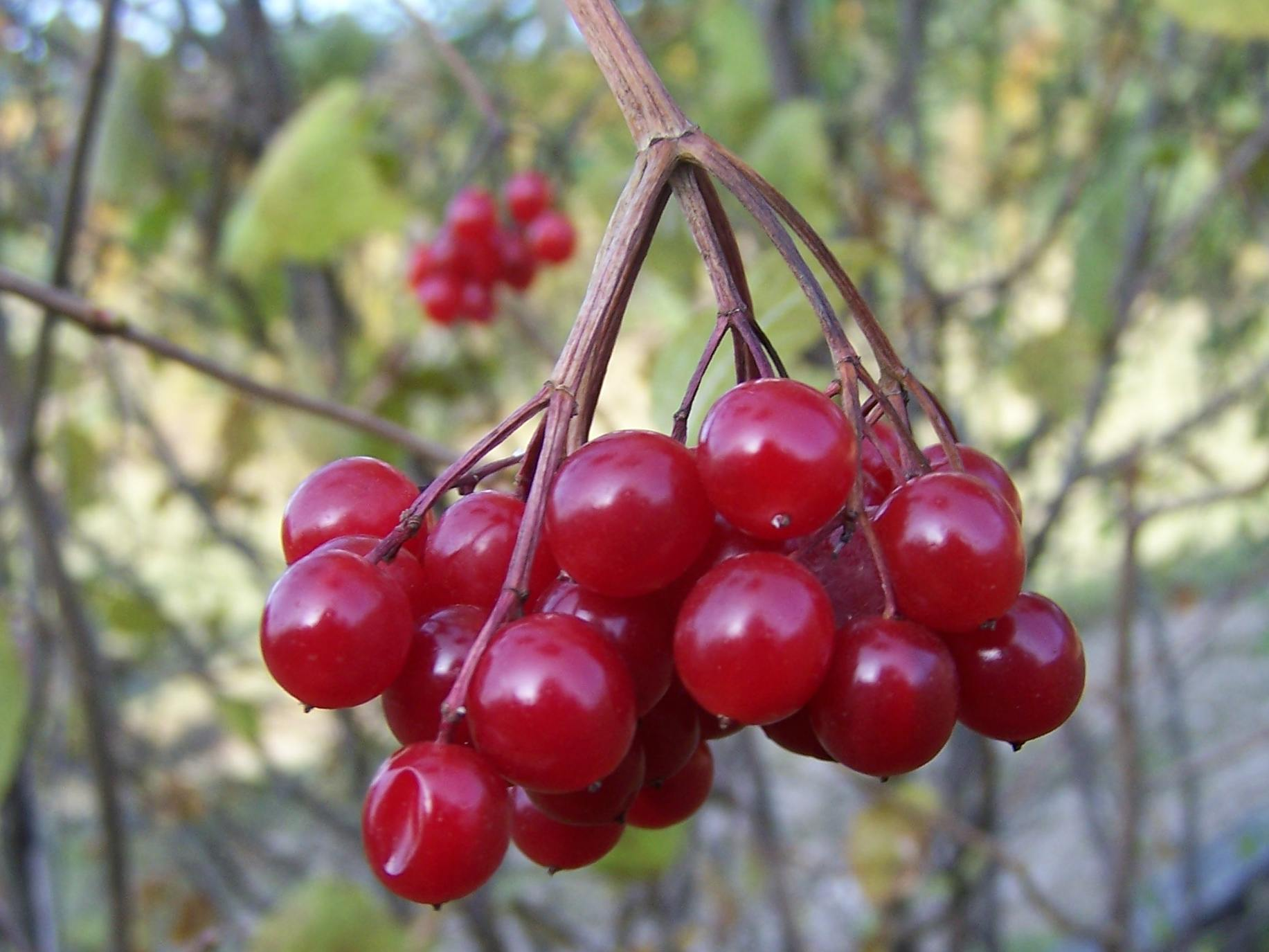
Früchte des Gemeinen Schneeballs (Viburnum opulus)

### Erscheinungsbild und Blätter
Bei Viburnum-Arten handelt es sich um Sträucher oder seltener um kleine Bäume. Es gibt sowohl immergrüne als auch laubabwerfende Arten. Die Rinde der Zweige ist kahl oder flaumig behaart; die Haare (Trichome) können einfach, bündelig, sternförmig oder selten schuppenförmig sein. Die Winterknospen können Knospenschuppen besitzen.
Die meist gegenständig, selten auch wirtelig angeordneten Laubblätter sind gestielt. Sie sind meist einfach, seltener drei- oder fünflappig, und besitzen einen gezähnten oder glatten Blattrand. Es können kleine Nebenblätter vorhanden sein.

### Blütenstände und Blüten
Endständig an den Zweigen oder an den Enden kurzer Zweige mit ein oder zwei Blattpaaren stehen in zusammengesetzten, trugdoldigen oder rispigen, zymösen Gesamtblütenständen wenigblütige Dichasien zusammen. Die Trag- und Deckblätter sind meist klein und fallen früh ab.
Die oft wohlriechenden, fünfzähligen Blüten sind in der Regel radiärsymmetrisch und klein, es gibt jedoch auch Arten, bei denen die Randblüten des Blütenstandes steril und vergrößert sind, manchmal auch nach außen etwas stärker vergrößert, so dass sie etwas zygomorph sind. In diesem Fall erinnern die Blütenstände an die mancher Hortensien-Arten, welche aber meist vierzählige Blüten haben. Bei der Gartenform des „gefüllten Schneeballs“ (Viburnum opulus ‘Roseum’) sind bei ballförmigen Blütenständen alle Blüten steril und vergrößert.
Die fünf Kelchblätter sind zu einer zylinderförmigen Röhre verwachsen, die in fünf kurzen Kelchzipfeln endet. Die Kelchröhre ist mit dem Fruchtknoten verwachsen. Die fünf meist weißen, seltener rosafarbenen bis rötlichen oder grünlichen Kronblätter sind röhrig, flach radförmig, breit glockenförmig oder stieltellerförmig verwachsen. Es ist nur ein Kreis mit fünf fertilen Staubblättern vorhanden. Die Staubfäden sind fadenförmig und die Staubbeutel öffnen sich mit einem Längsschlitz. In dem halbunterständigen, dreikammerigen Fruchtknoten ist aber nur eine Fruchtknotenkammer fertil und diese enthält nur eine einzige Samenanlage. Der kurze Griffel endet in einer schwach kopfigen bis dreilappigen Narbe.

### Früchte
Die einsamigen Steinfrüchte enthalten einen mehr oder weniger abgeflachten Steinkern und meist rotes oder blaues „Fruchtfleisch“. Die Steinfrüchte färben sich bei Reife rot, purpurfarben bis schwarz oder selten gelb.

## Nutzung und Namensherkunft

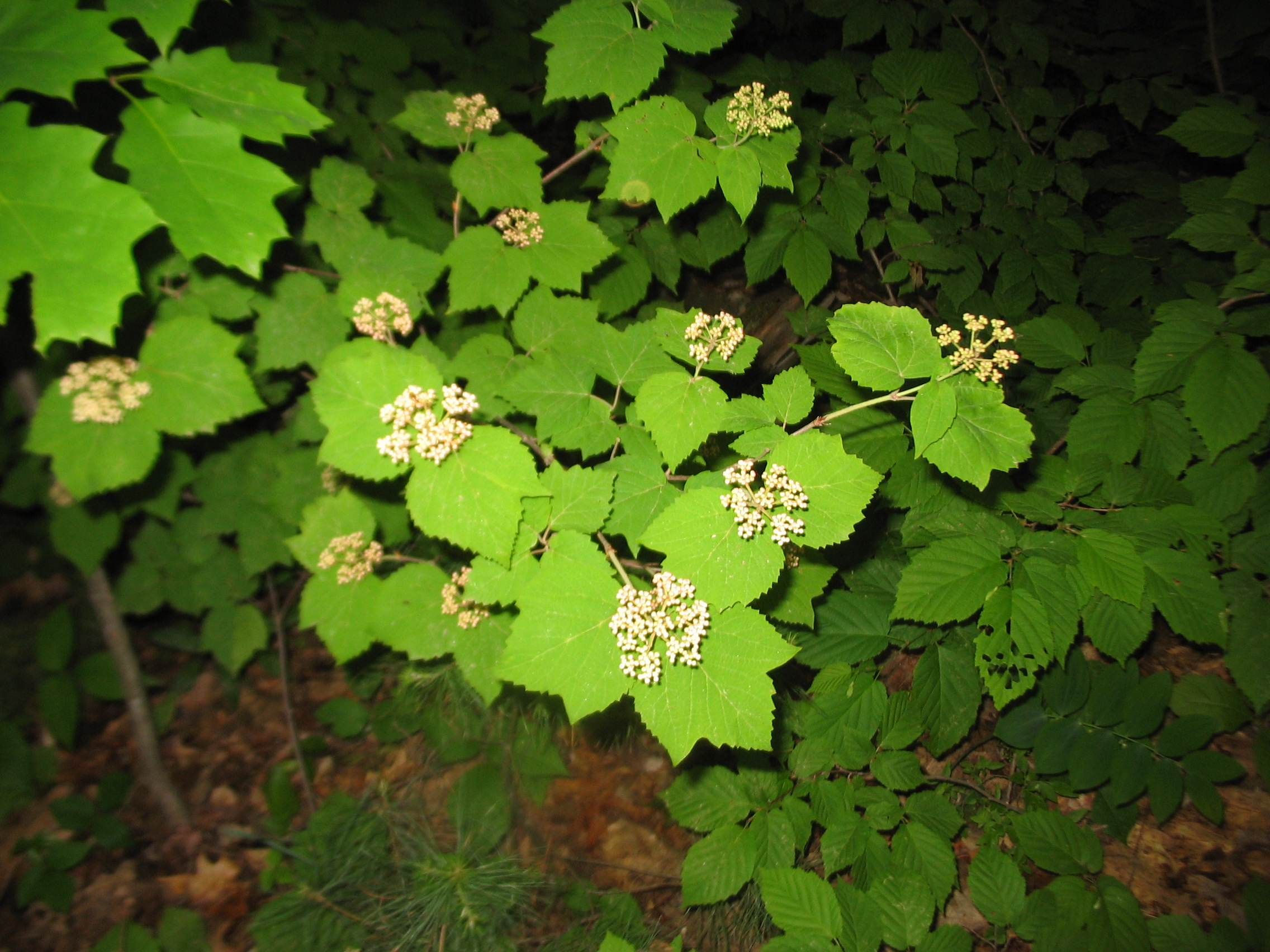
Viburnum acerifolium

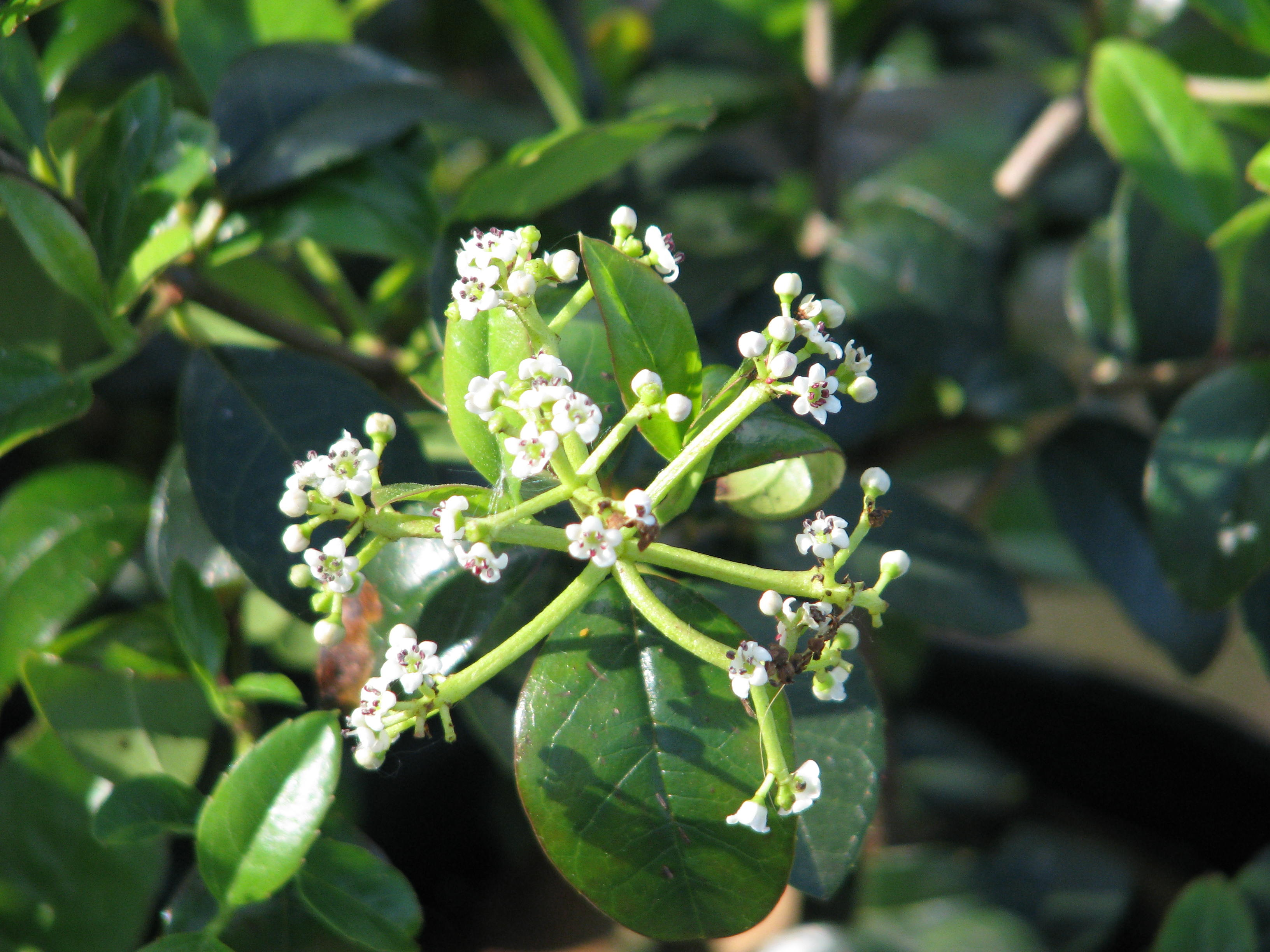
Viburnum atrocyaneum

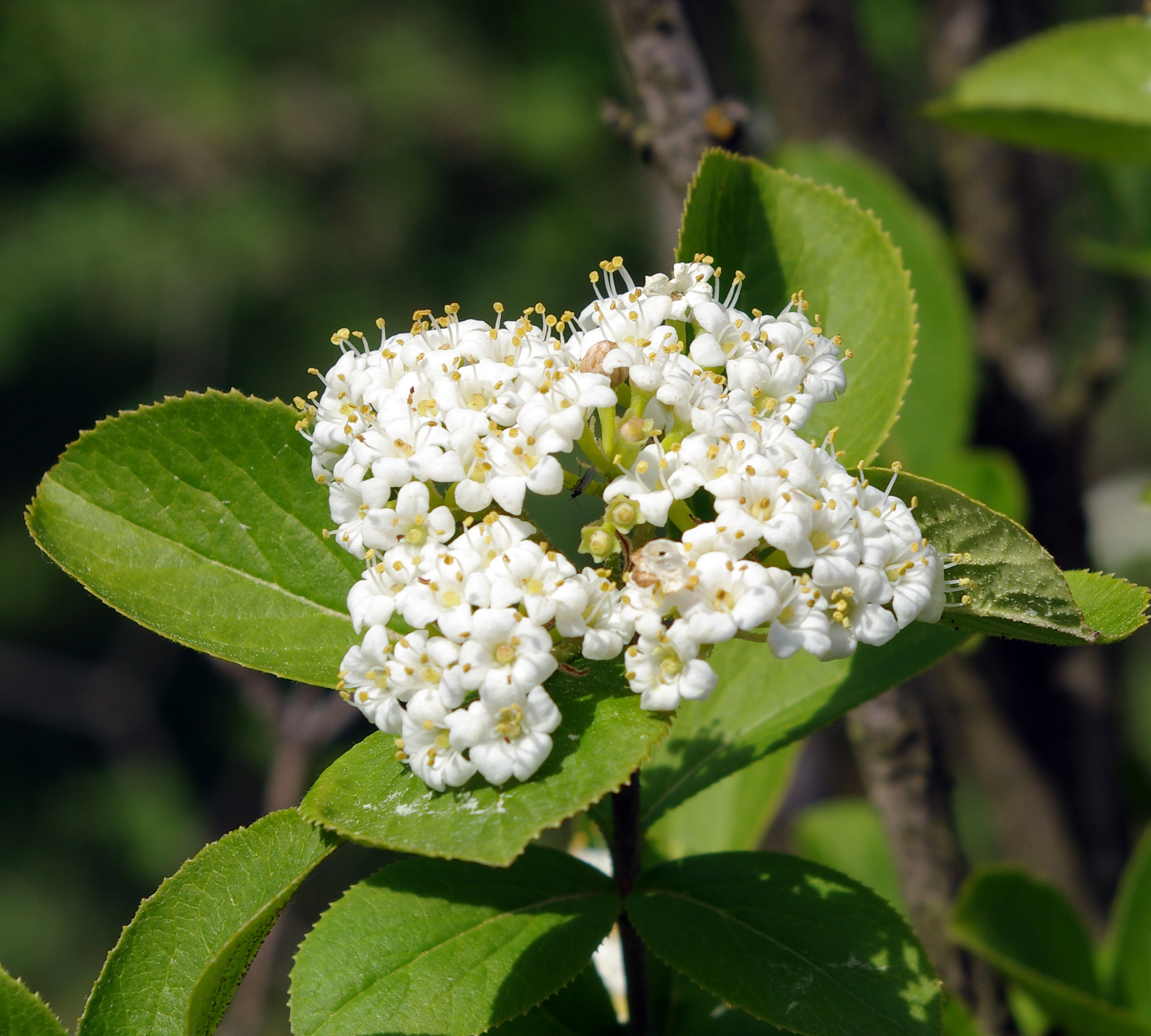
Viburnum burejaeticum

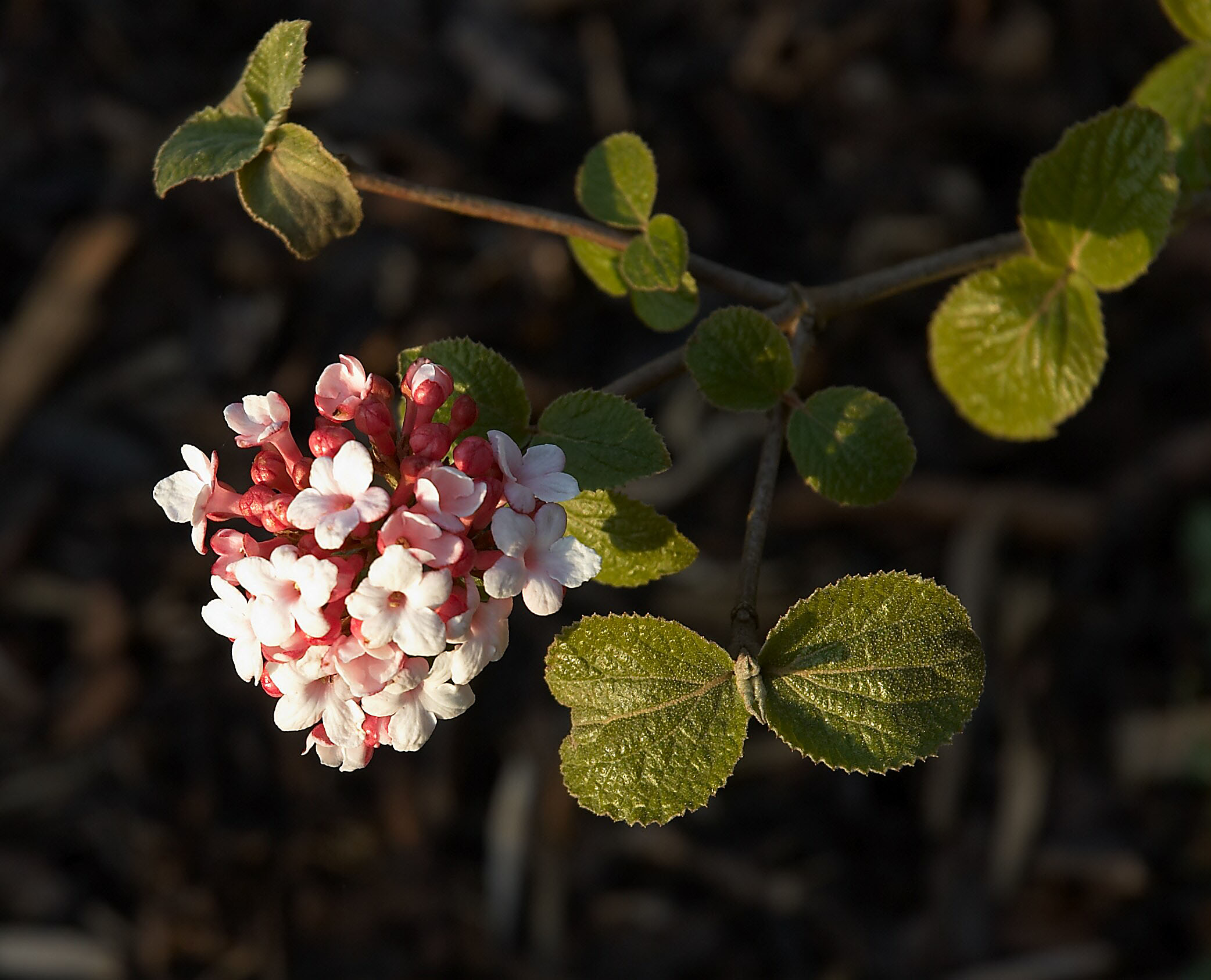
Korea-Schneeball (Viburnum carlesii)

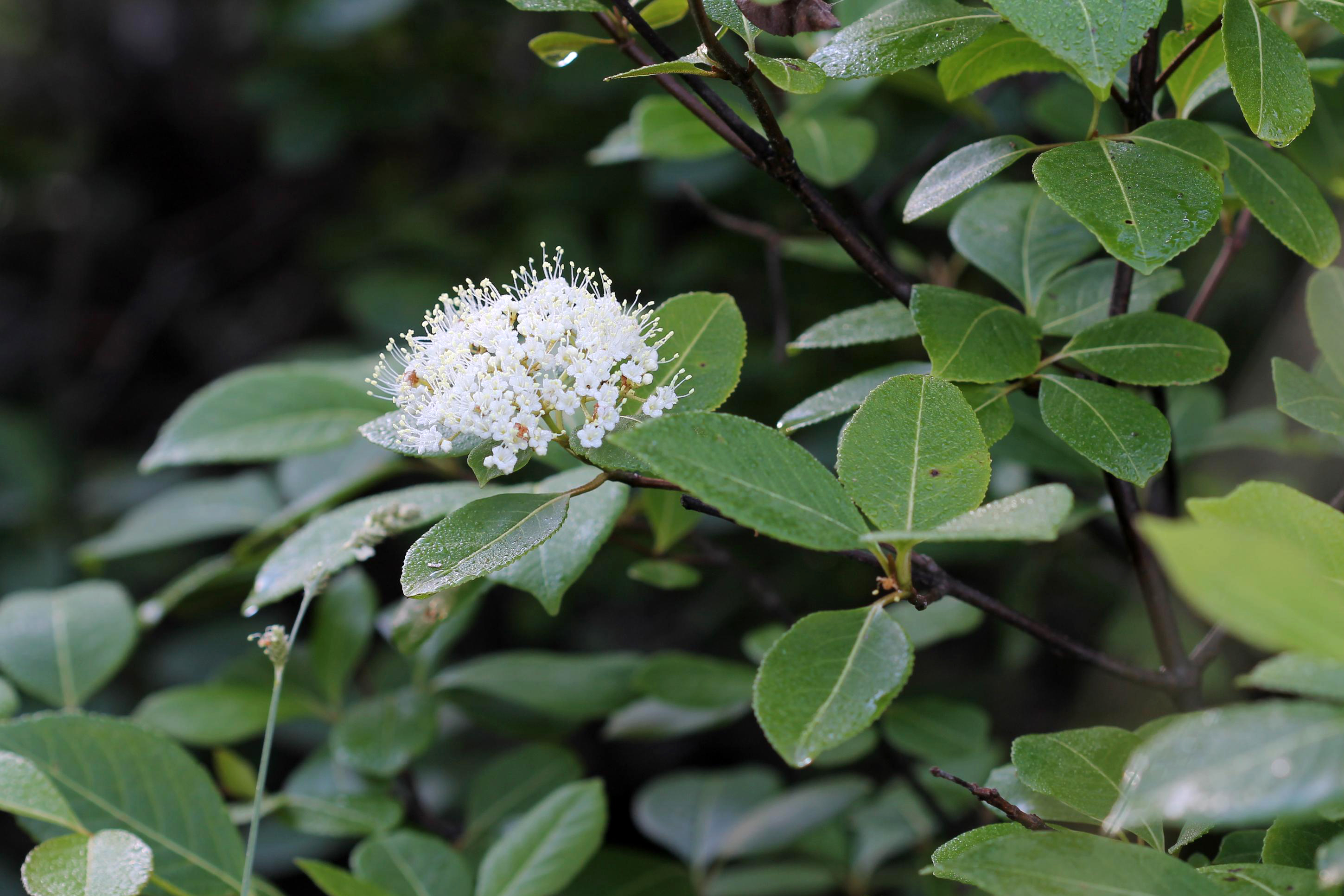
Viburnum cassinoides

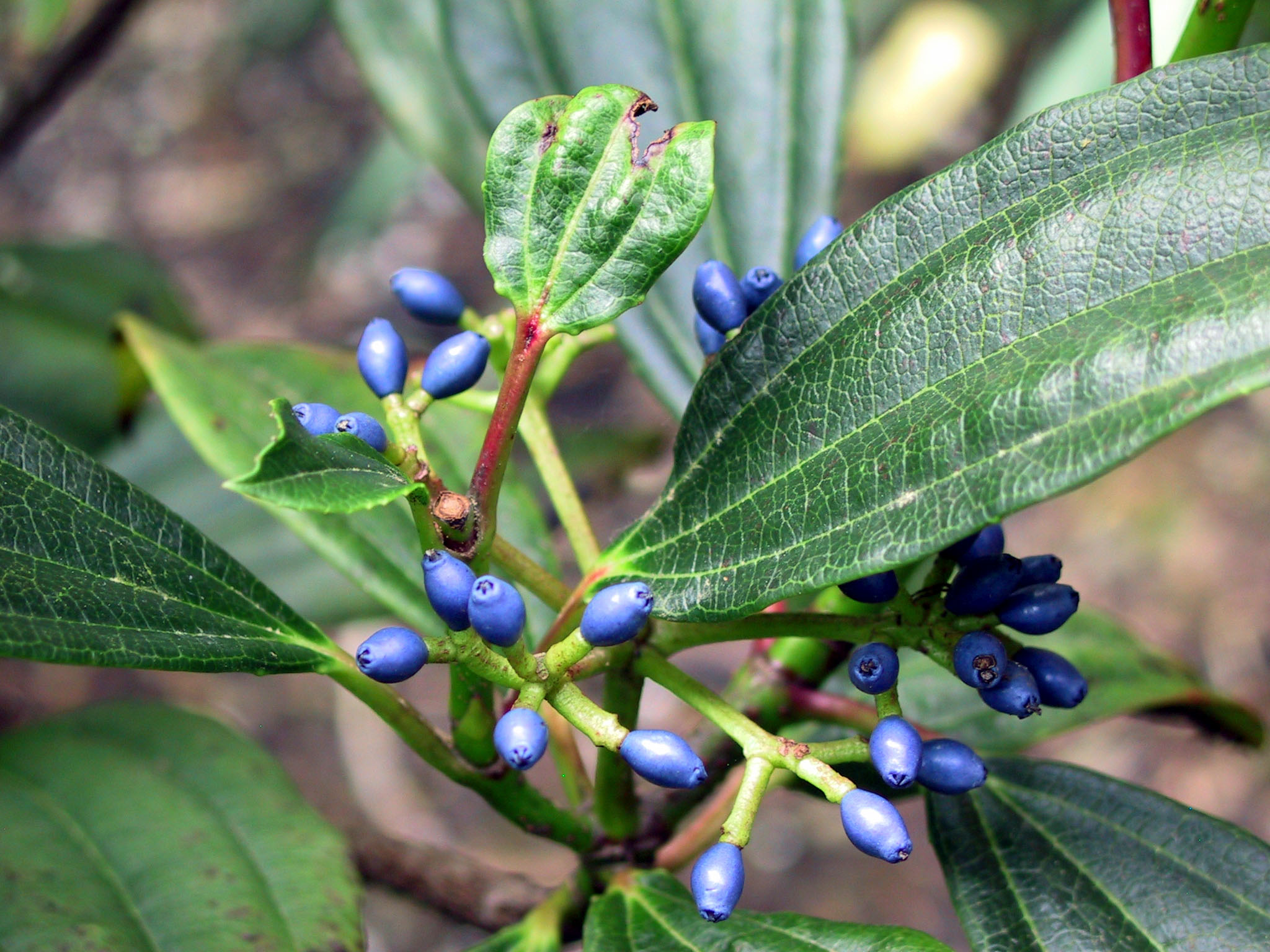
Viburnum davidii

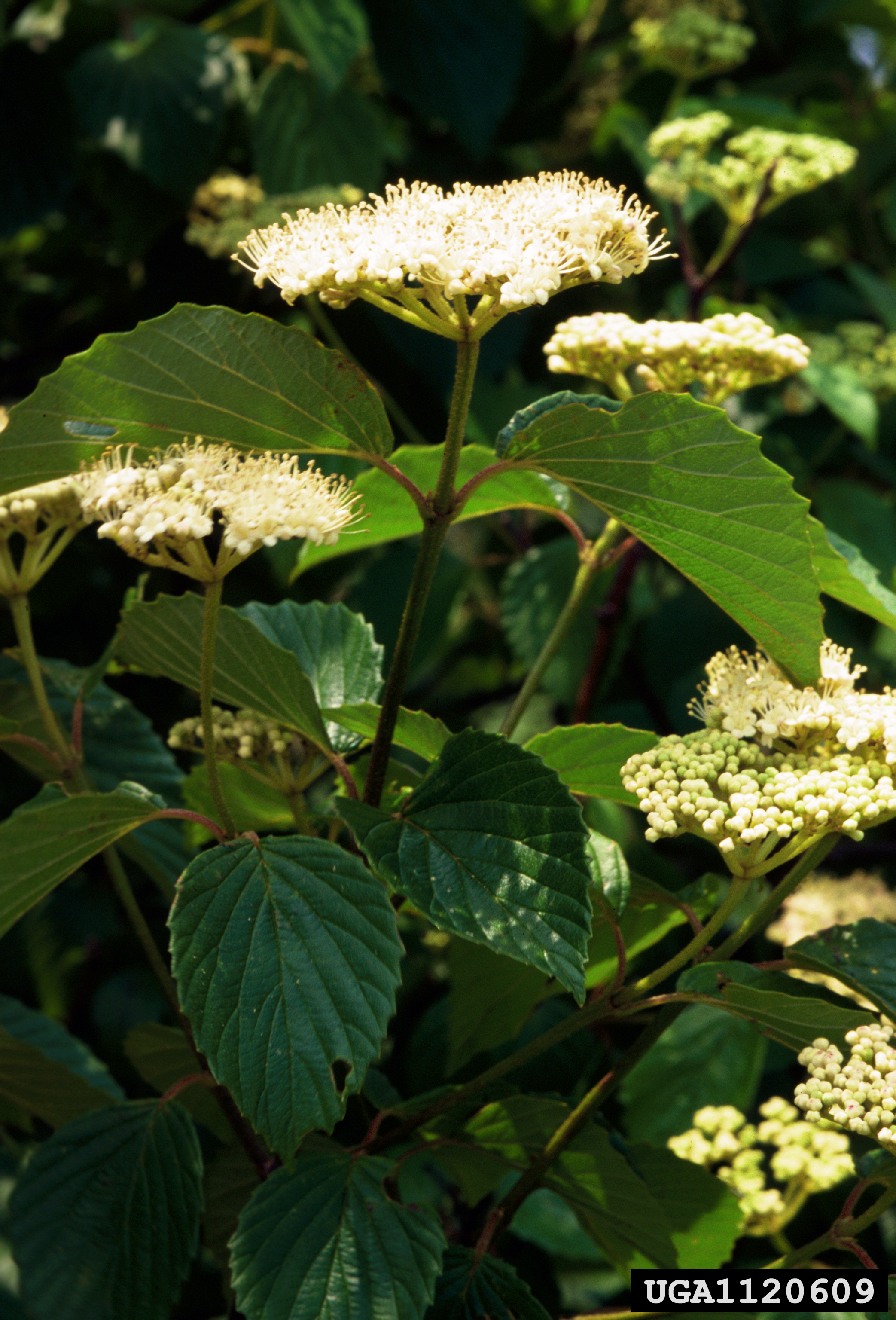
Blüten von Viburnum dentatum

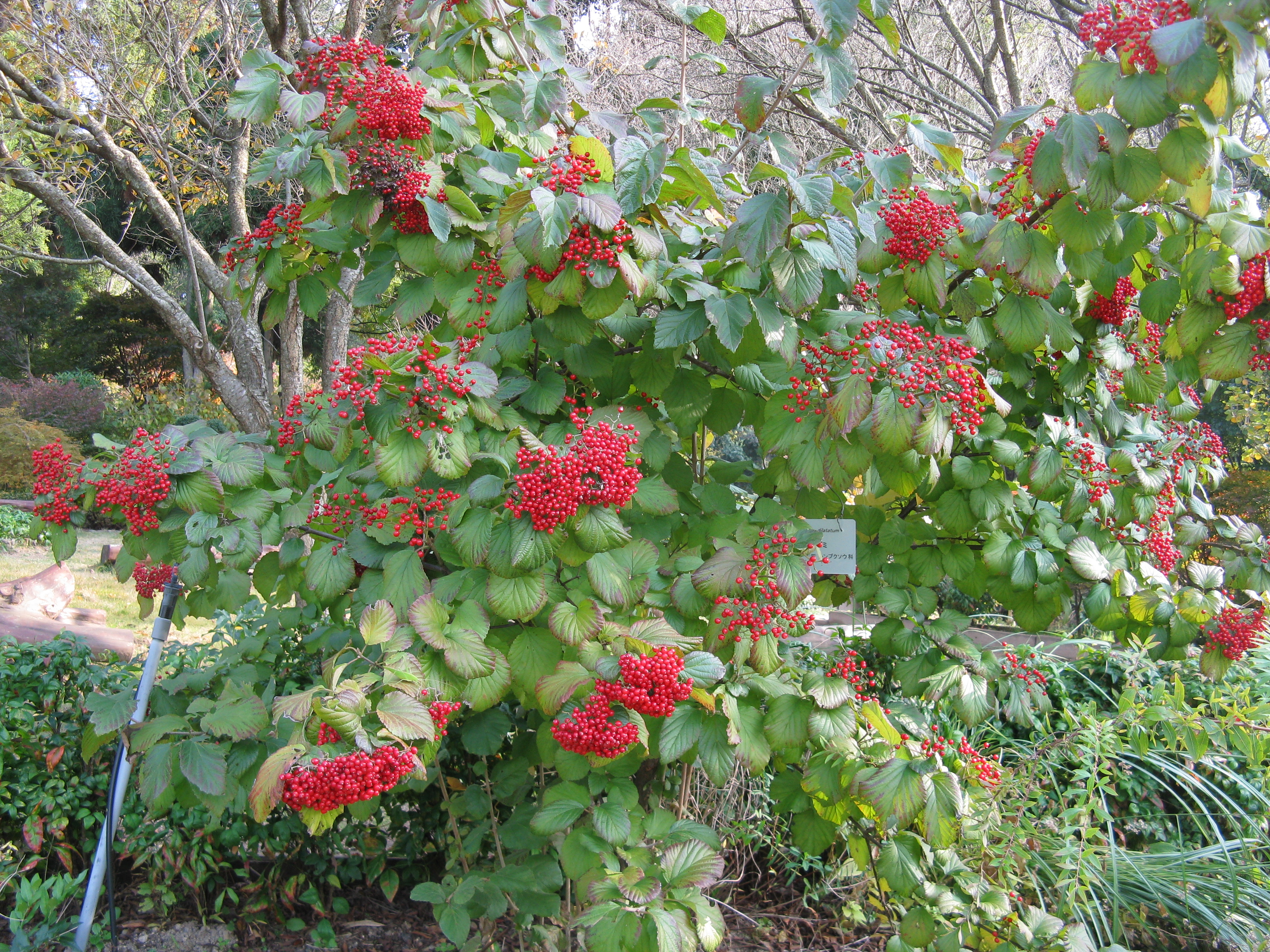
Viburnum dilatatum

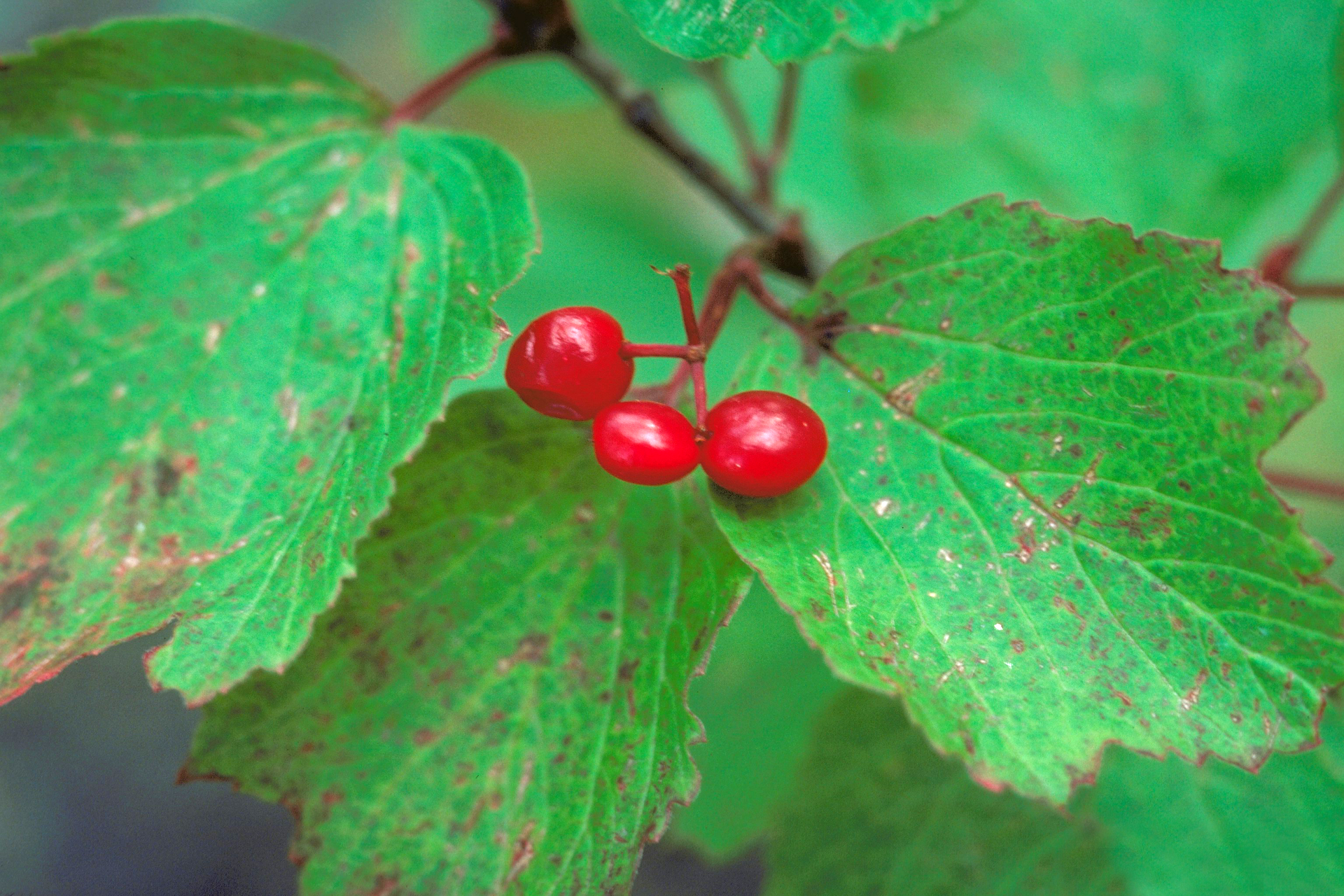
Viburnum edule

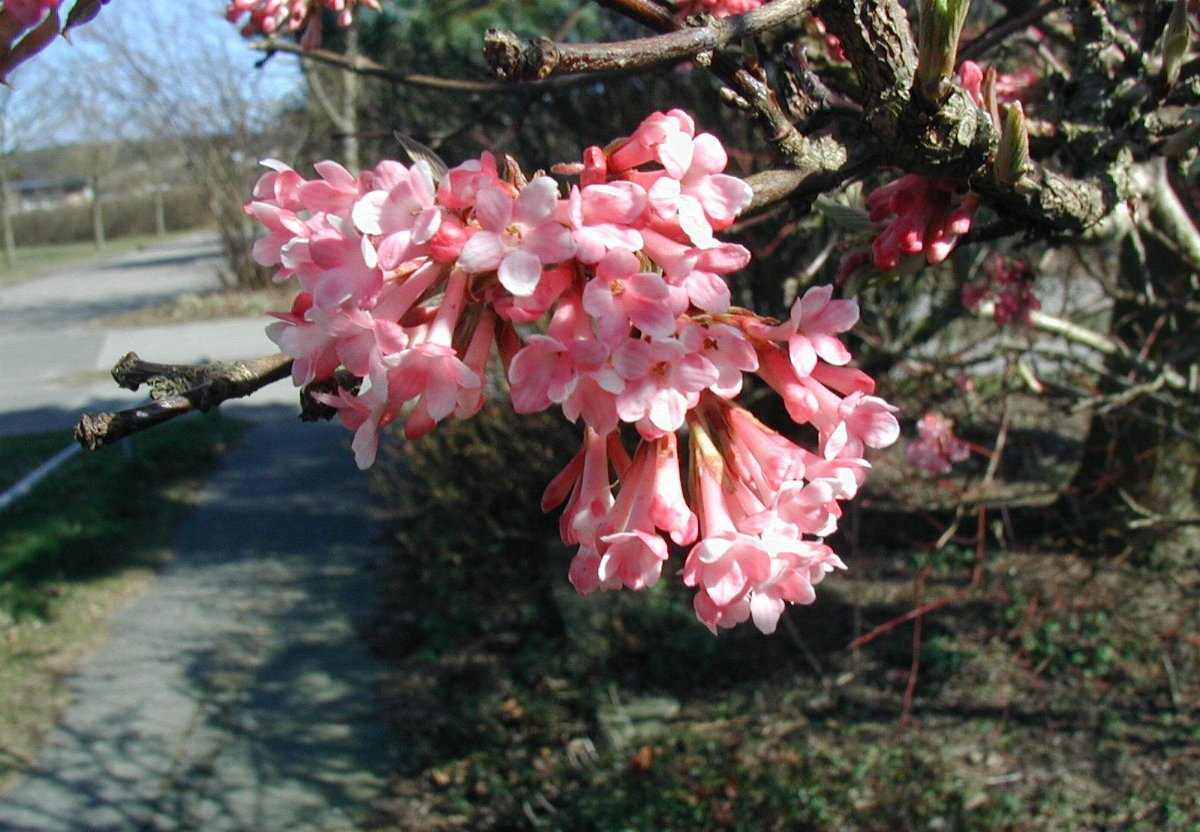
Duft-Schneeball (Viburnum farreri)

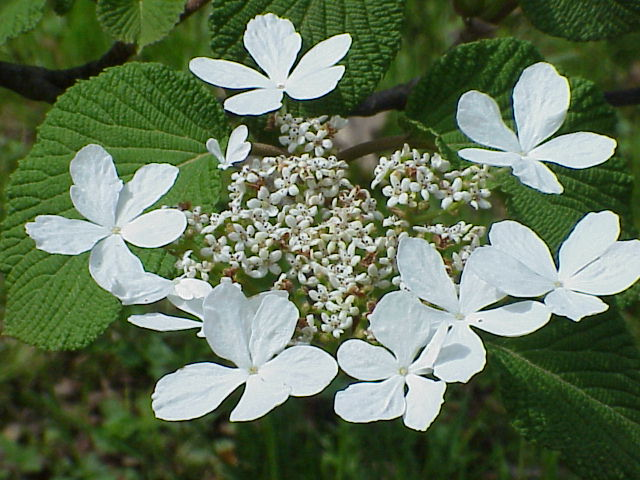
Viburnum furcatum mit sterilen Randblüten

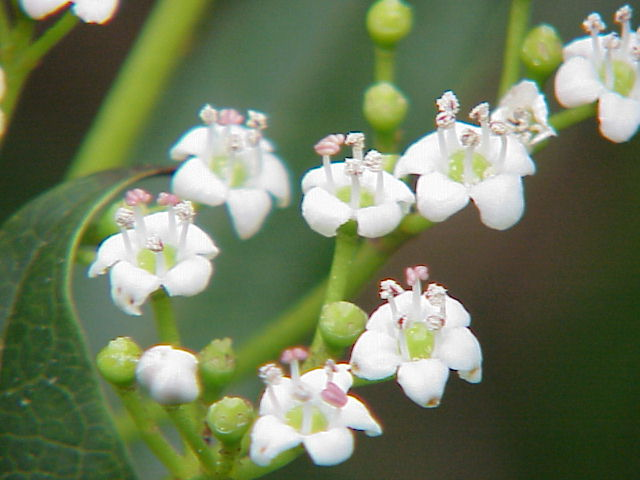
Viburnum globosum

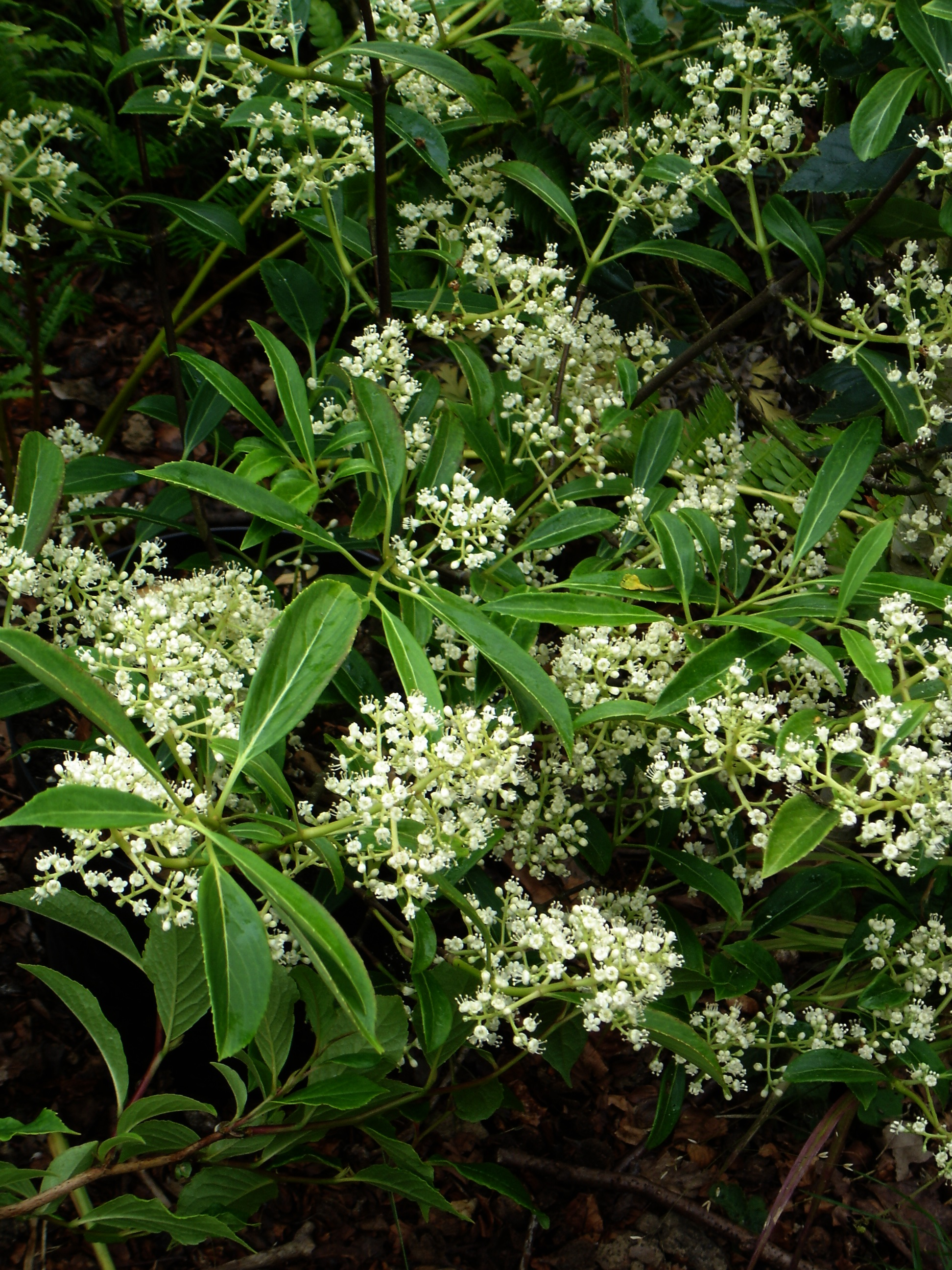
Viburnum henryi

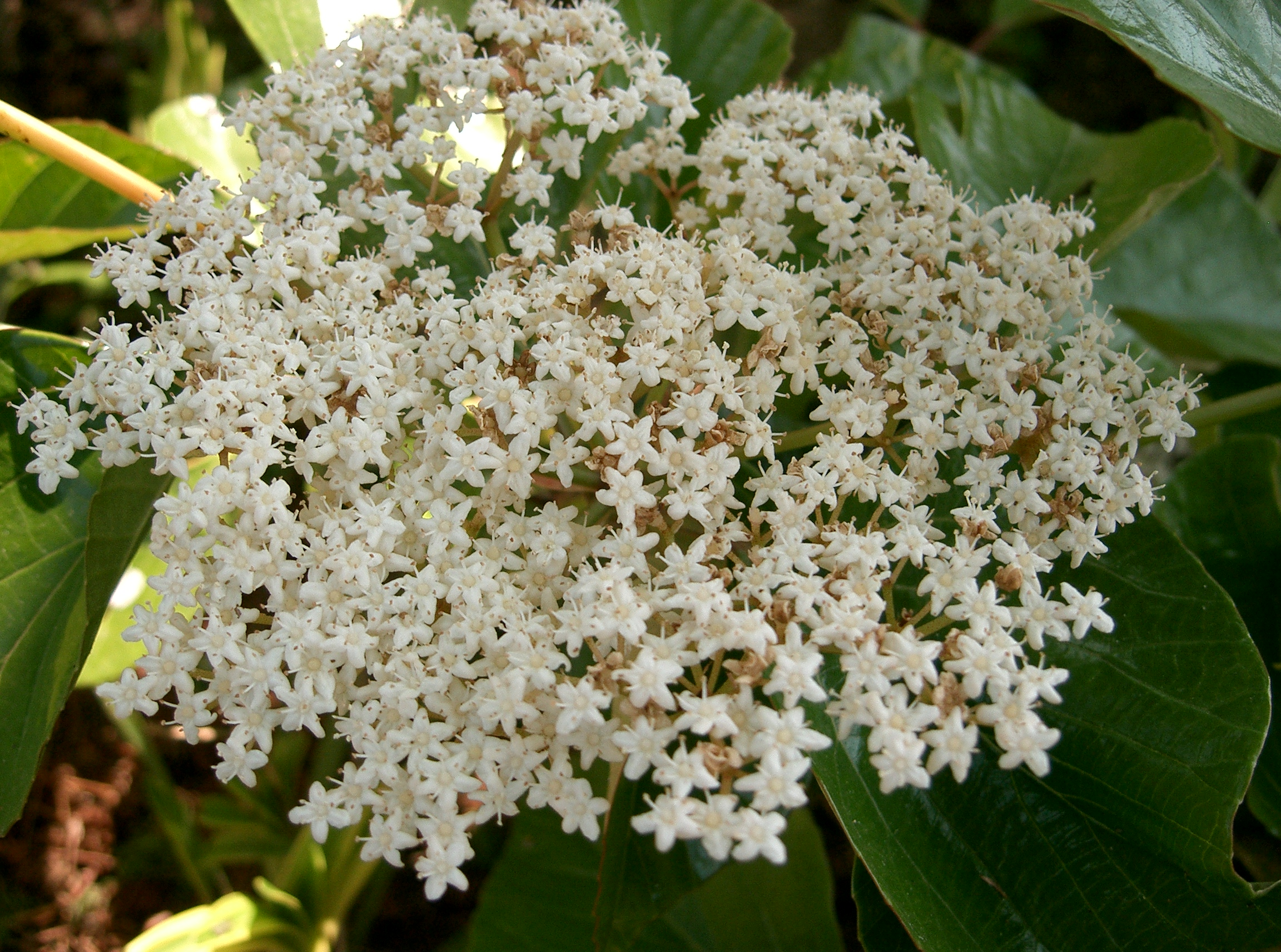
Blütenstand von Viburnum japonicum

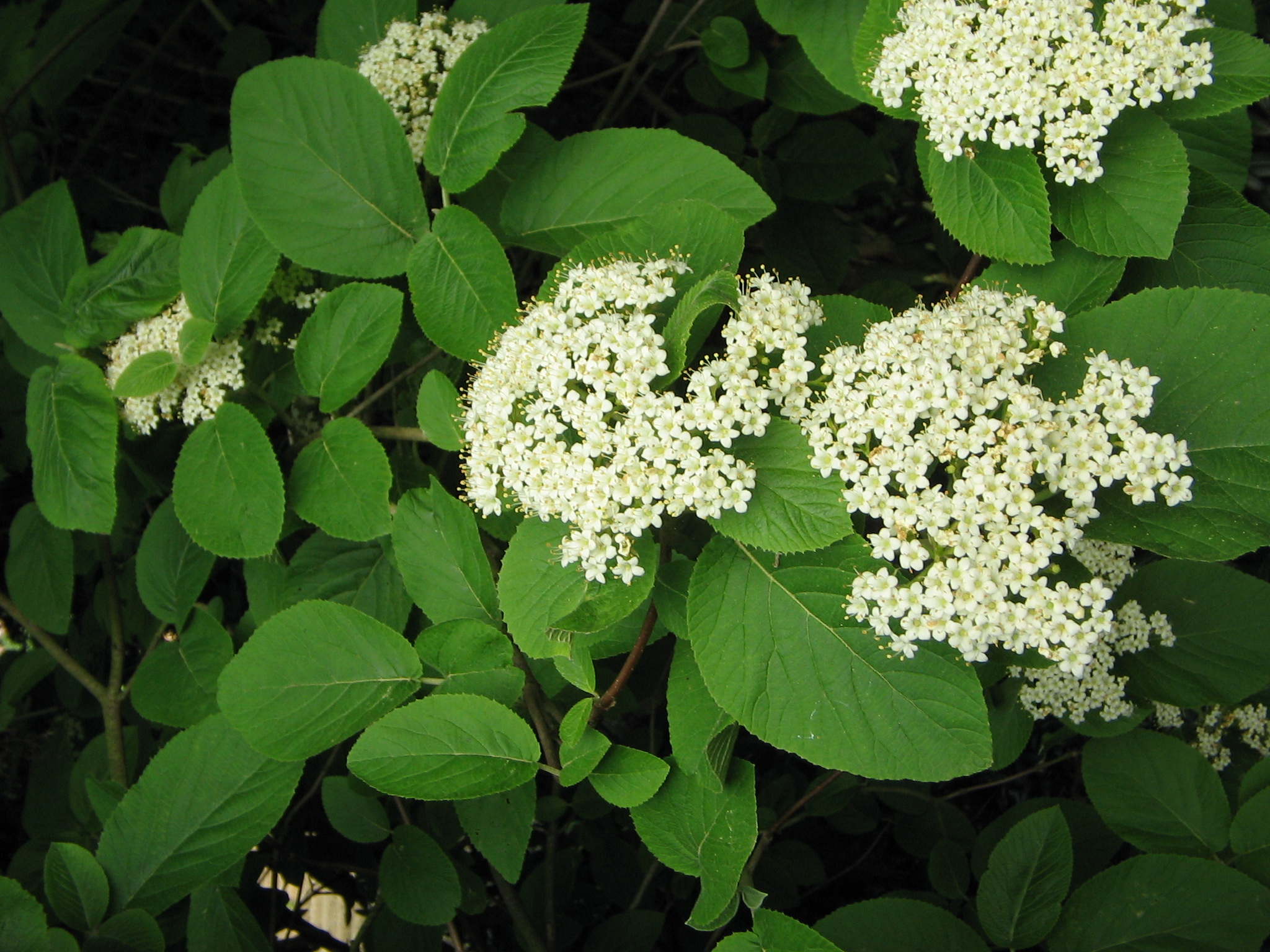
Wolliger Schneeball (Viburnum lantana)

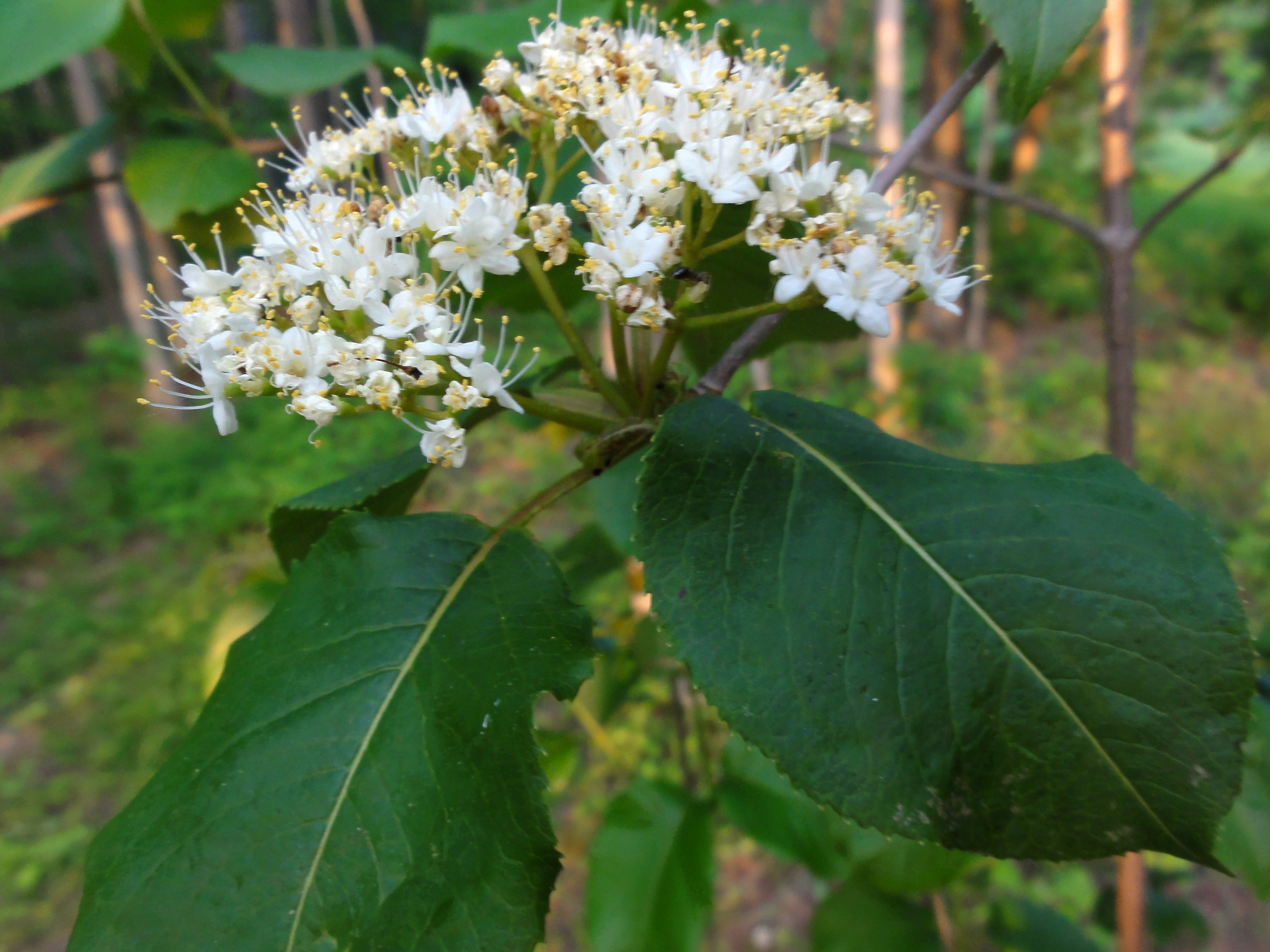
Kanadischer Schneeball (Viburnum lentago)

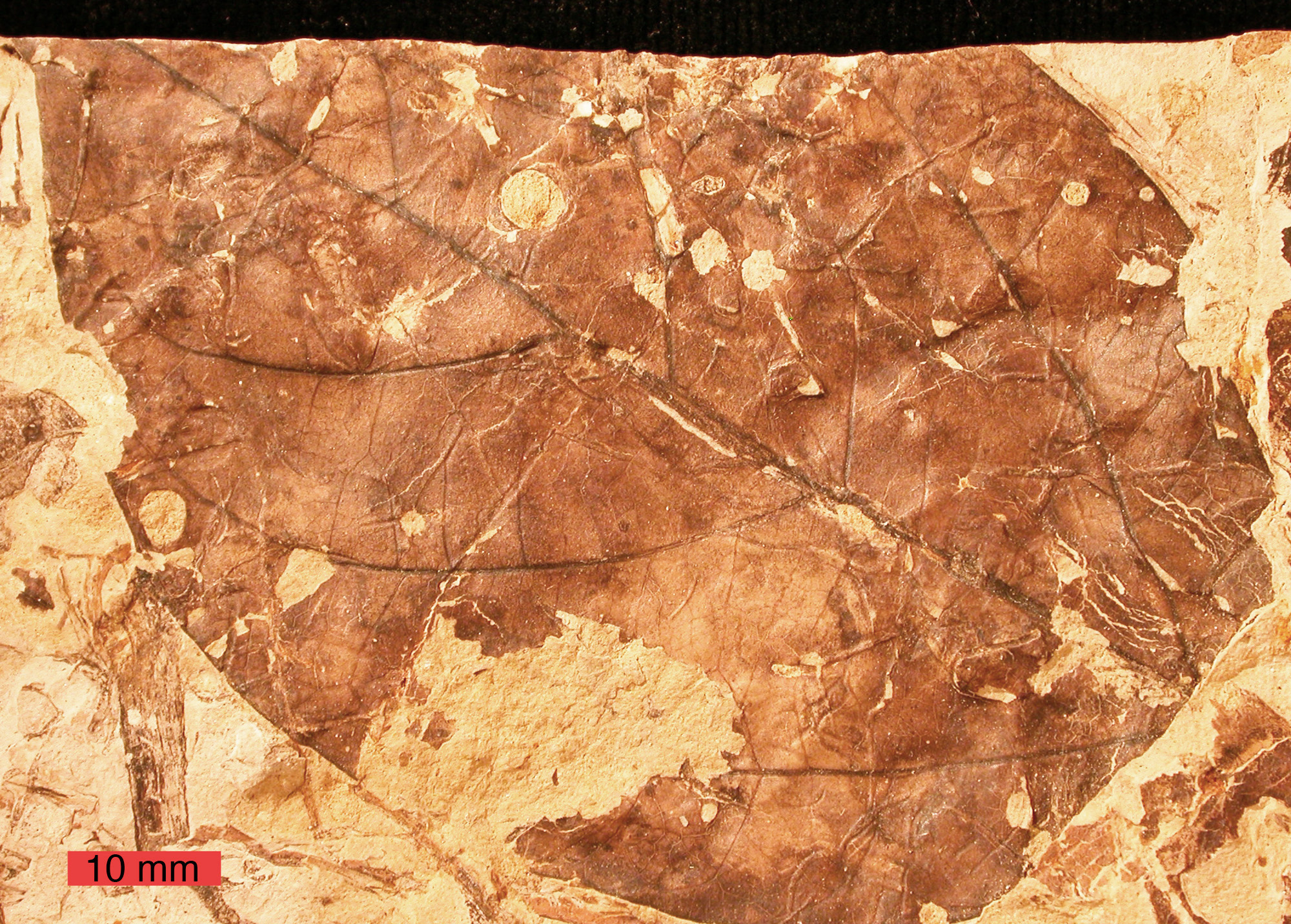
Fossiler Viburnum lesquereuxii

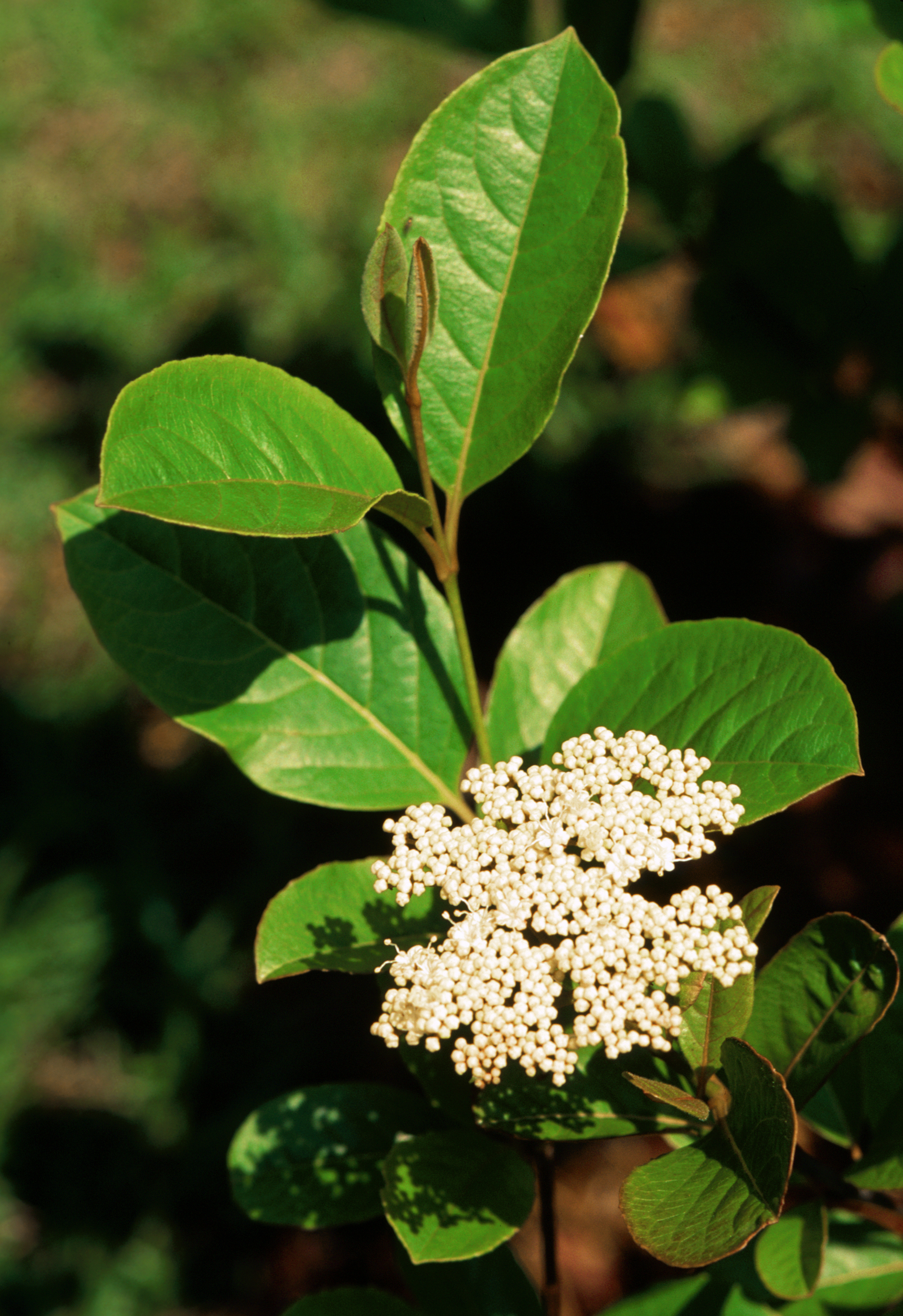
Blüten von Viburnum nudum

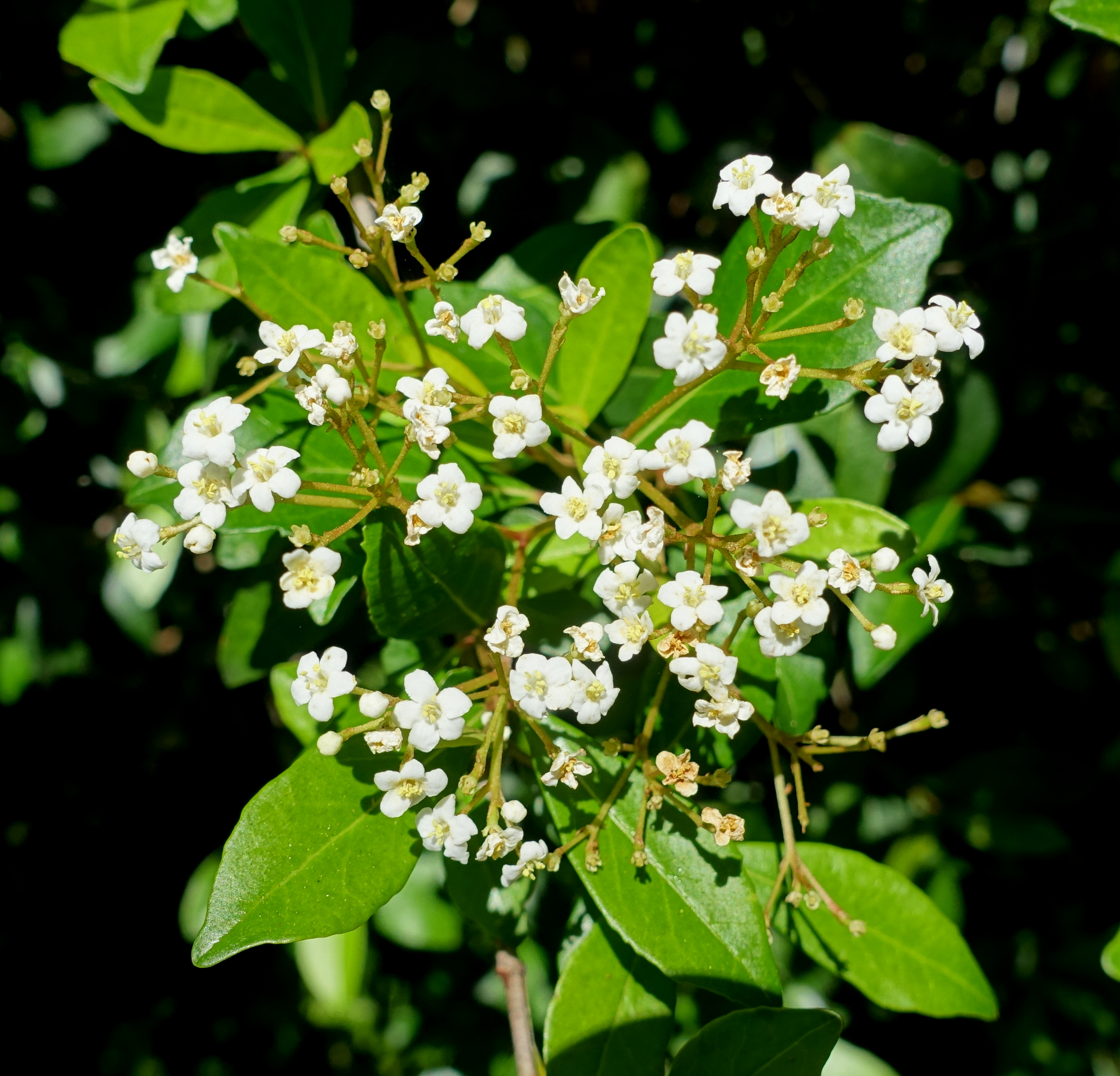
Viburnum obovatum

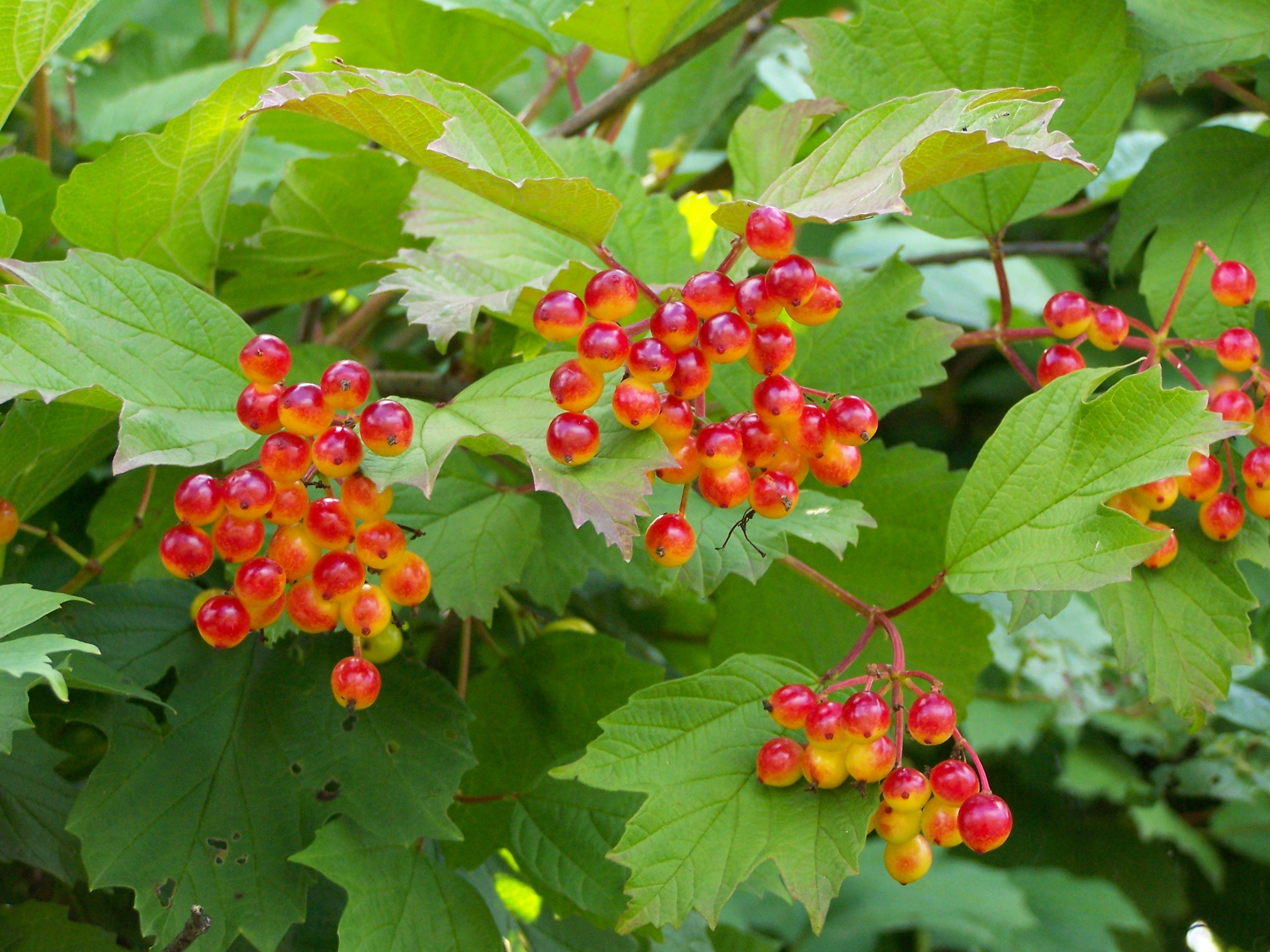
Früchte des Gemeinen Schneeblatt (Viburnum opulus)

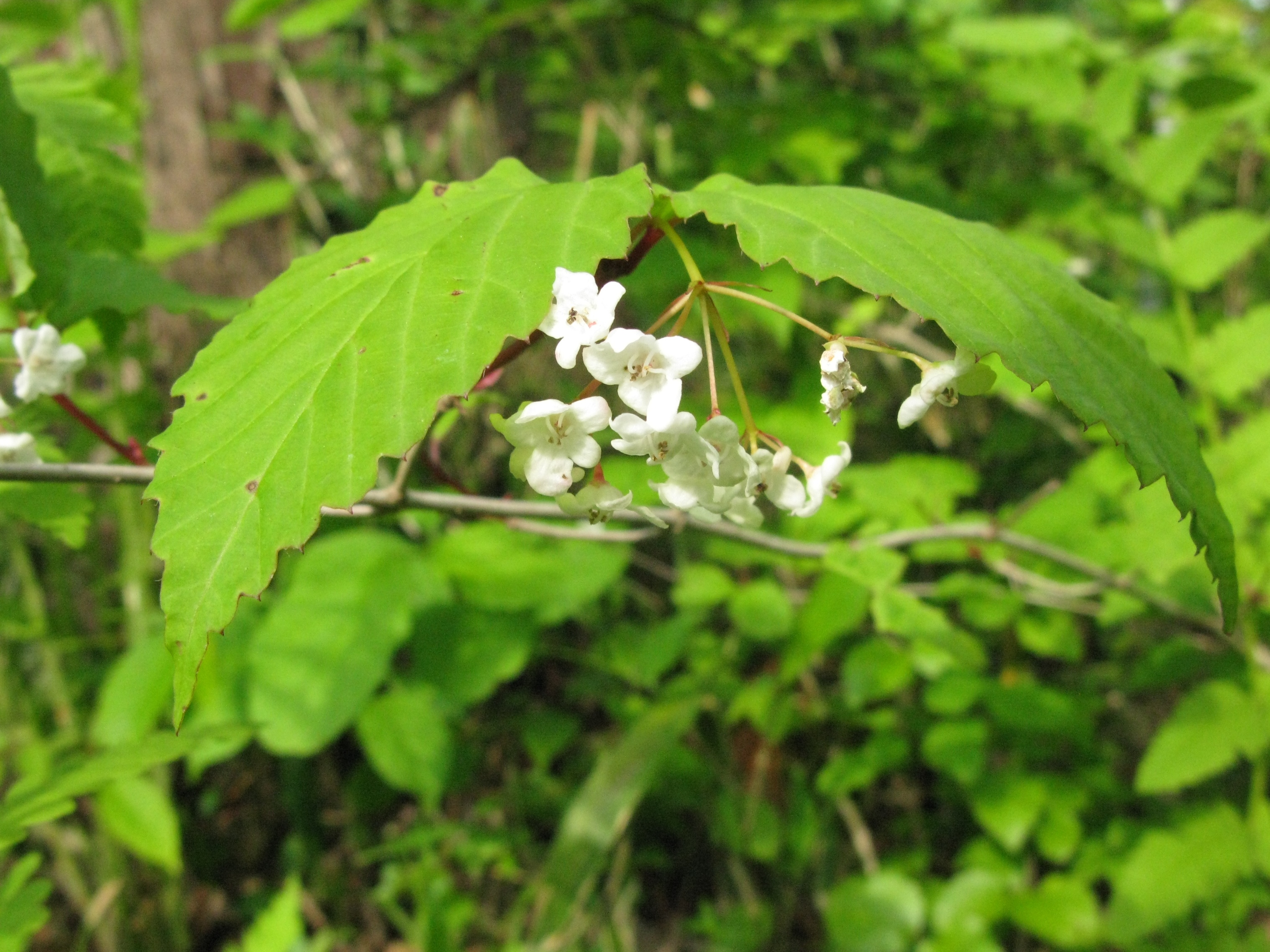
Viburnum phlebotrichum

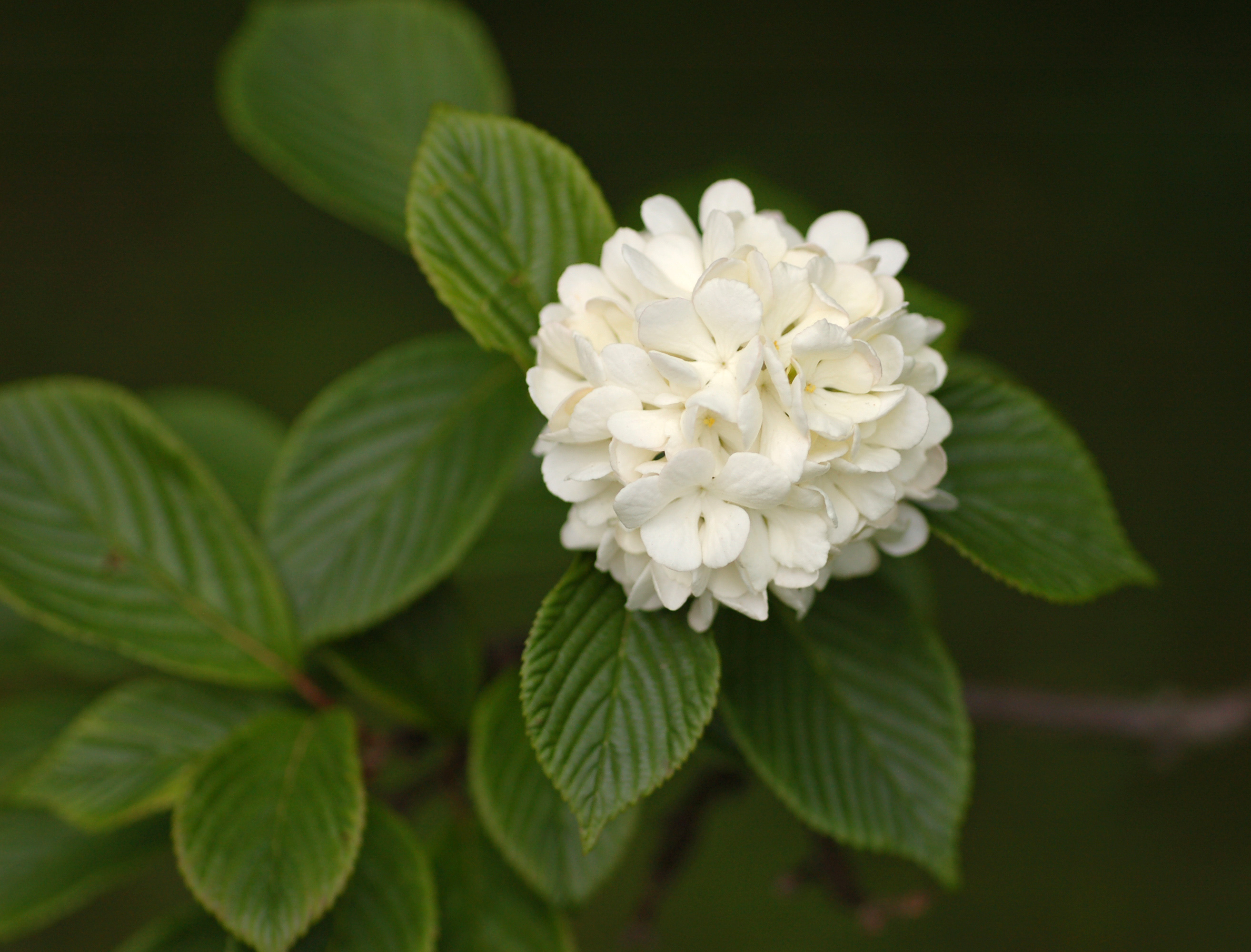
Viburnum plicatum

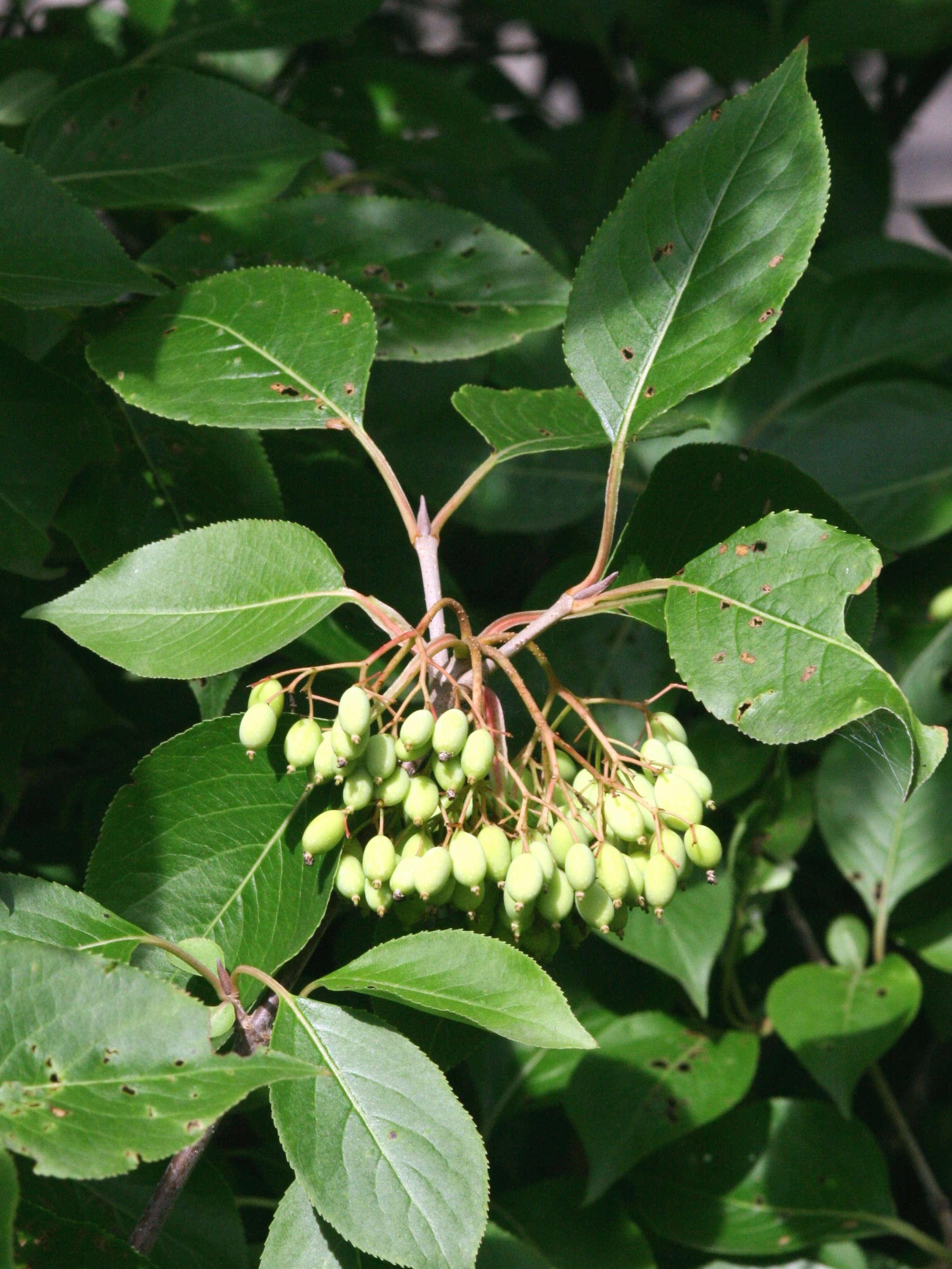
Pflaumenblättriger Schneeball (Viburnum prunifolium)

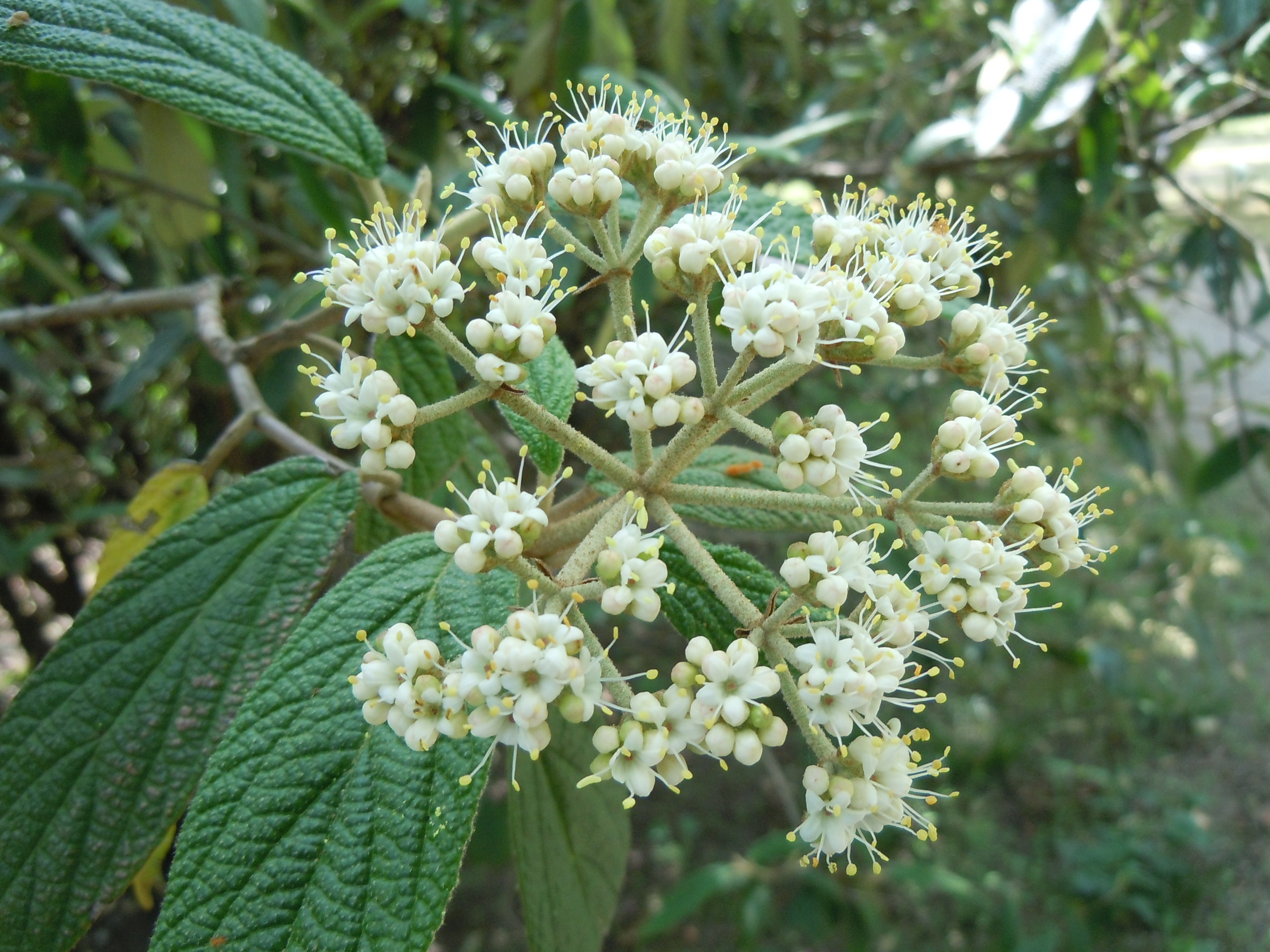
Runzelblatt-Schneeball (Viburnum rhytidophyllum)

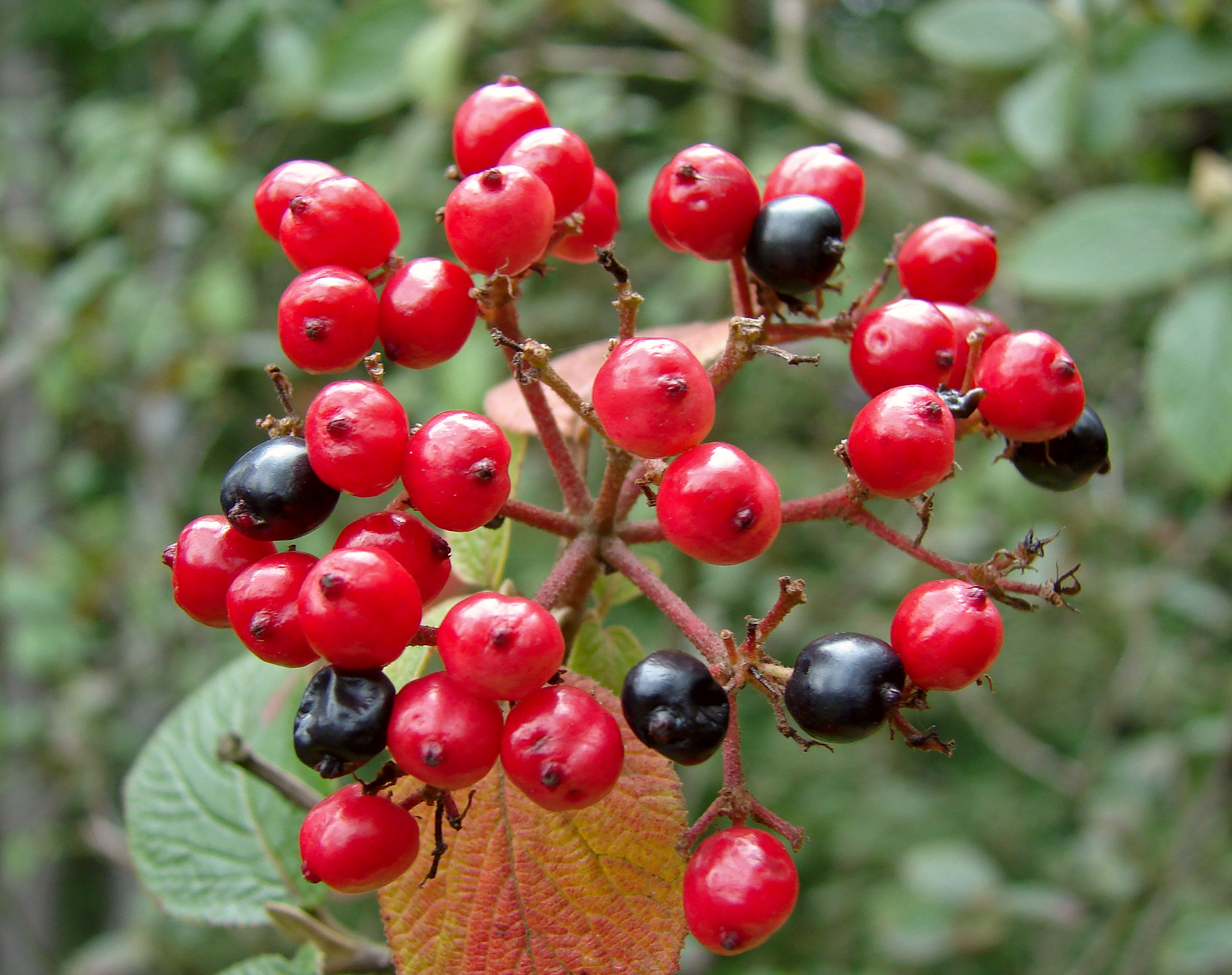
Viburnum schensianum

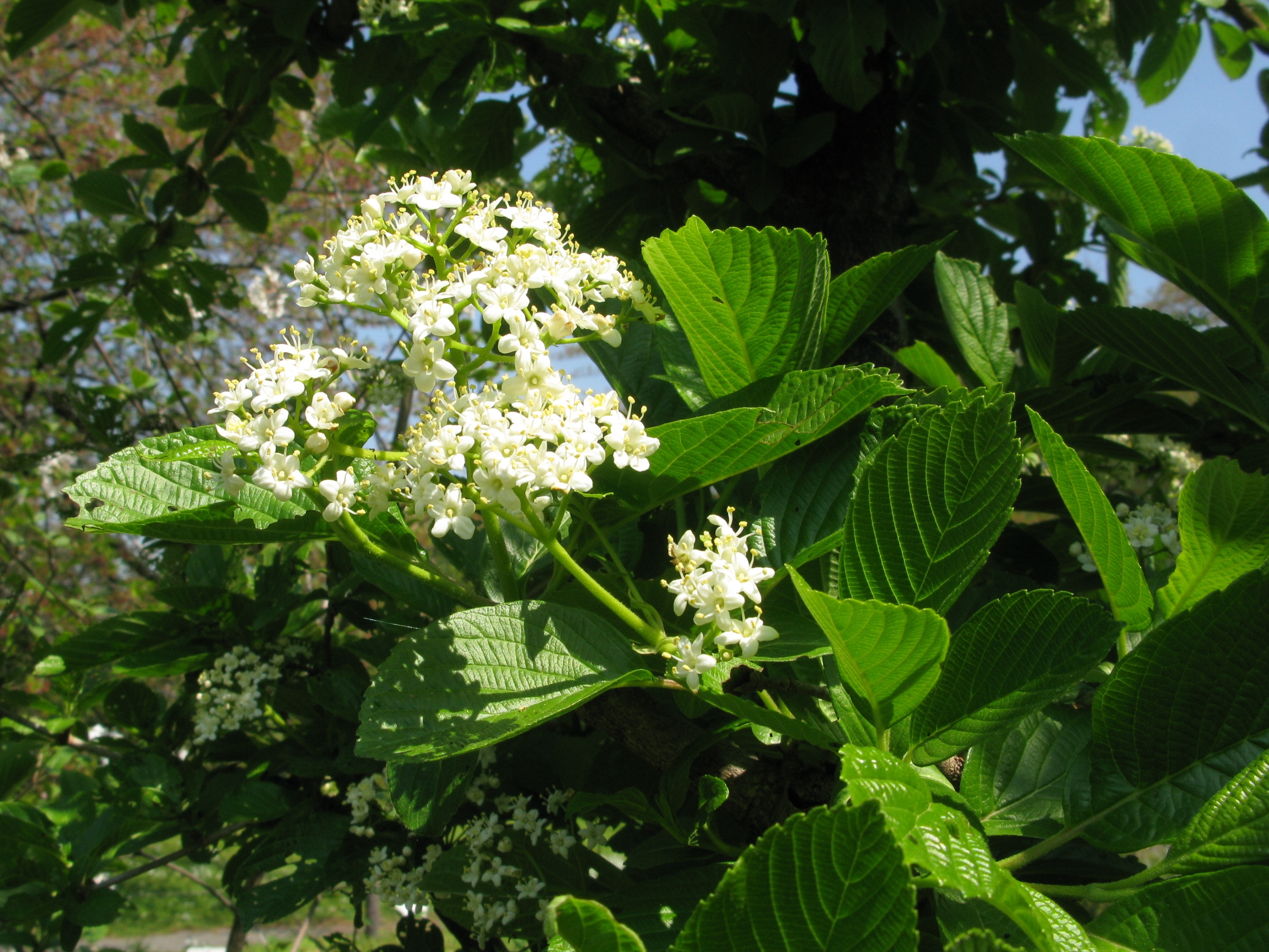
Viburnum sieboldii

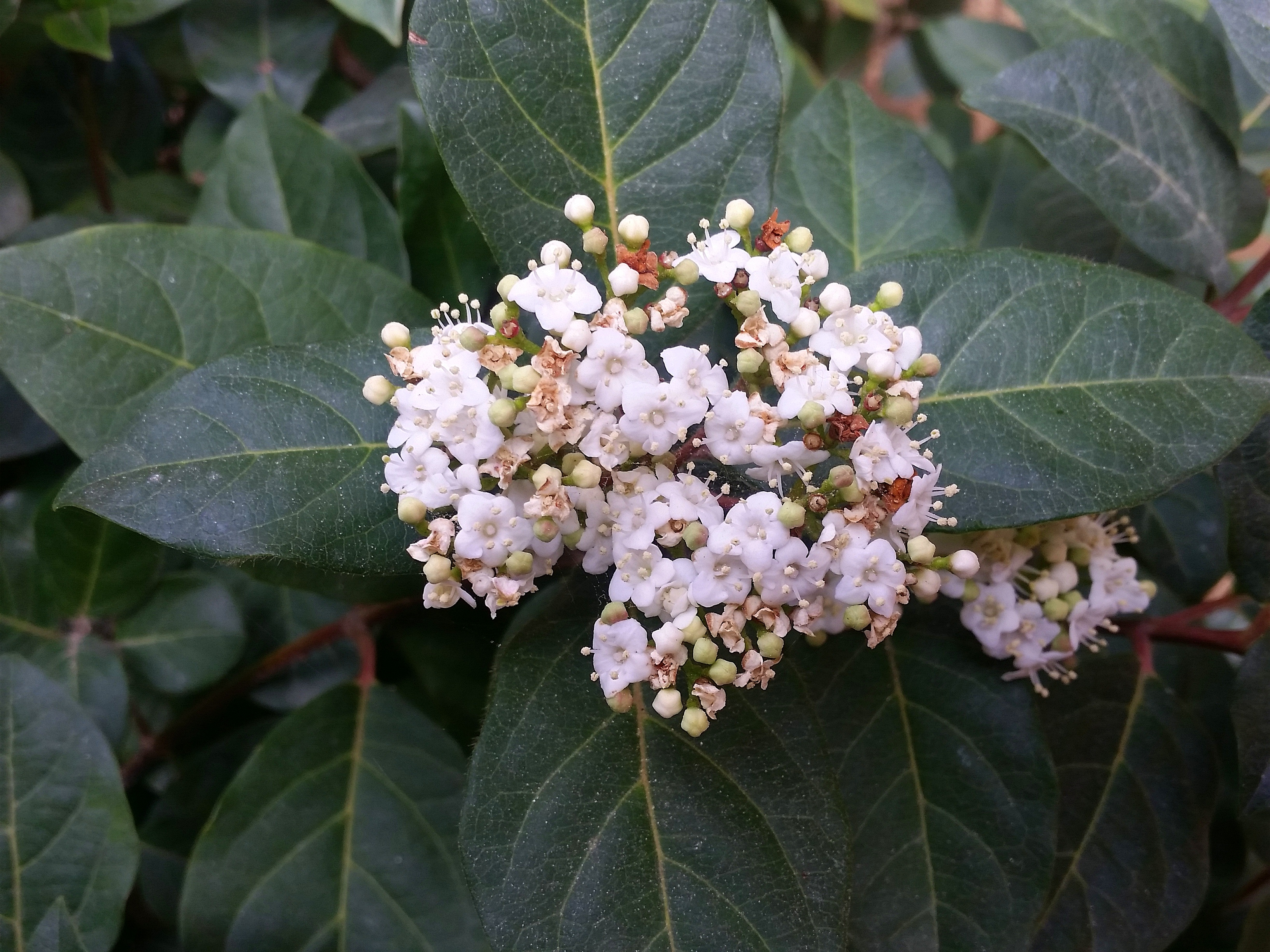
Mittelmeer-Schneeball (Viburnum tinus)

Viele Schneeball-Arten und ihre Hybriden werden wegen ihrer teils duftenden Blüten, die bei einigen Arten auch im Winter blühen, sowie wegen der auffälligen Früchte und teilweise auch wegen der Herbstfärbung des Laubes in Gärten und Parkanlagen kultiviert.
Ein sowjetischer Film von 1974 mit dem Titel Kalina Krassnaja (Калина красная) – in der deutschen Fassung Roter Holunder – spielt mit der Bedeutung dieser Pflanze in der slawischen Mythologie. Der Grund dürfte in der Herzform des Fruchtkerns liegen. Die Früchte vieler Arten können roh konsumiert werden oder sie werden traditionell nach dem ersten Frost zu einem gut riechenden Gelee (z. B. Warenje) als Brotaufstrich oder zur Teezugabe verkocht.
Der deutschsprachige Trivialname Schneeball dürfte seit dem 17. Jahrhundert gebräuchlich sein, da der sterile gefüllte Schneeball mit ballförmigen Blütenständen (Viburnum opulus ‘Roseum’) erst um 1594 entstand.

## Systematik und Verbreitung
Die Gattung Viburnum wurde 1753 von Carl von Linné in Species Plantarum, Tomus I, Seiten 267–268, aufgestellt. Typusart ist Viburnum lantana L.
Die Gattung Viburnum wurden früher in die Familie der Geißblattgewächse (Caprifoliaceae) gestellt. Wie auch die Holunder weisen sie aber einige abweichende Merkmale auf, beispielsweise die Steinfrüchte oder das Fehlen von Nektarien. Molekulargenetische Untersuchungen ergaben, dass sie zur Familie der Moschuskrautgewächse (Adoxaceae) gehört.
Die Verwandtschaftsbeziehungen innerhalb der Gattung sind 2005 dagegen unklar. (Vergl. aber auch Richard C. Winkworth and Michael J. Donoghue, 2005)

### Arten und ihre Verbreitung
Die Gattung Viburnum ist größtenteils in den gemäßigten bis subtropischen Gebieten der Nordhalbkugel verbreitet. Insbesondere Ostasien, aber auch Westasien, Nordamerika, Mittelamerika und Europa sowie das Atlasgebirge zählen zum Verbreitungsgebiet. Einige Arten findet man in den Anden der tropischen Gebiete. In Mitteleuropa sind nur zwei Arten, der Gewöhnliche Schneeball und der Wollige Schneeball, heimisch.
Diverse Quellen ordnen der Gattung Viburnum stark variierende Artenzahlen zu. Meist werden jedoch zwischen 100 und 200 Arten angeführt.
Hier eine Auswahl der Arten:
- Viburnum acerifolium L. ist ein sommergrüner Strauch mit ahornförmigen Blättern aus dem Osten Nordamerikas.[6]
- Viburnum amplifolium Rehder: Diese Art kommt nur im südlichen Teil der chinesischen Provinz Yunnan vor.
- Viburnum atrocyaneum C.B.Clarke (Syn.: Viburnum calvum Rehder, Viburnum schneiderianum Hand.-Mazz.): Die Heimat ist der nordwestliche indische Kontinent, in Hinterindien Thailand und Myanmar und das südliche bis westliche China.[6]
- Viburnum ayavacense Kunth (Syn.: Oreinotinus ayavacensis (Kunth) Oerst.): Die Heimat ist Ecuador, Peru und Bolivien.[4][7]
- Viburnum betulifolium Batalin (Syn.: Viburnum adenophorum W.W.Sm., Viburnum morrisonense Hayata, Viburnum taihasense Hayata, Viburnum willeanum Graebn., manchmal werden auch Viburnum dasyanthum Rehder, Viburnum flavescens W.W.Sm., Viburnum hupehense Rehder, Viburnum lobophyllum Graebn., Viburnum ovatifolium Rehder und Viburnum wilsonii Rehder diesem Taxon zugeordnet): Die Heimat ist China und Taiwan.[8][6]
- Viburnum bitchiuense Makino (wird in der „Flora of China“ als Varietät Viburnum carlesii var. bitchiuense (Makino) Nakai behandelt): Die Heimat sind Korea, Japan[6] und die chinesische Provinz Anhui.
- Bodnant-Schneeball (Viburnum ×bodnantense Aberc. ex Stearn) ist eine Hybride aus Viburnum farreri × Viburnum grandiflorum. Der Strauch blüht im Winter rosarot; sein Laub färbt sich im Herbst dunkelrot.
- Viburnum brachyandrum Nakai: Dieser Endemit kommt nur auf den japanischen Izu-Inseln vor.[6]
- Viburnum brachybotryum Hemsl.: Die Heimat sind die chinesischen Provinzen Guangxi, Guizhou, Hubei, Hunan, Jiangxi, Sichuan und Yunnan.
- Viburnum bracteatum Rehder (Syn.: Viburnum ozarkense Ashe): Das Verbreitungsgebiet liegt in den US-amerikanischen Bundesstaaten Alabama, Arkansas, Georgia, Missouri, Oklahoma und Tennessee.[6]
- Viburnum brevipes Rehder (wird in der „Flora of China“ als Synonym von Viburnum dilatatum Thunb. behandelt): Heimat ist China.[6]
- Viburnum buddleifolium C.H.Wright: Diese Art kommt nur in der zentralchinesischen Provinz Hubei vor.
- Viburnum burejaeticum Regel & Herder (Syn.: Viburnum arcuatum Kom., Viburnum burejanum Herder, Viburnum davuricum Maxim.): Die Verbreitung reicht von der Mongolei über das nördliche und nordöstliche China und der fernöstlichen russischen Region Primorje bis Nordkorea.[6]
- Immergrüner Duft-Schneeball (Viburnum ×burkwoodii Burkwood & Skipwith, eine Hybride aus Viburnum carlesii × Viburnum utile): Er ist ein halbimmergrüner Strauch, der im Frühling Büschel kleine weiße Blüten bildet und nur als Kulturpflanze existiert. Er ist auch als Osterschneeball bekannt.
- Viburnum × carlcephalum Burkwood ex R.B.Pike, eine Hybride aus Viburnum carlesii × Viburnum macrocephalum: Sie existiert nur als Kulturpflanze.
- Korea-Schneeball (Viburnum carlesii Hemsl.), eine kleine sommergrüne Strauchart aus Korea und den japanischen Inseln Honshu, Kyushu und Shikoku mit spitz zulaufenden Blättern mit einem fein gesägten Blattrand.[6]
- Viburnum cassinoides L.: Das Verbreitungsgebiet liegt im östlichen Kanada und in östlichen bis zentralen Bundesstaaten der USA.[6]
- Viburnum chingii P.S.Hsu: Die Vorkommen liegen in den südchinesischen Provinzen Sichuan und Yunnan sowie im Norden Myanmars.
- Viburnum chinshanense Graebn.(Syn.: Viburnum cavaleriei H.Lév., Viburnum hypoleucum Rehder, Viburnum rosthornii Graebn.): Die Heimat sind die chinesischen Provinzen Chongqing, Gansu, Guizhou, Shaanxi, Sichuan und Yunnan.
- Viburnum chunii P.S.Hsu: Verbreitungsgebiet sind die chinesischen Provinzen Anhui, Fujian, Guangdong, Guangxi, Guizhou, Hunan, Jiangxi, Sichuan und Zhejiang.
- Viburnum cinnamomifolium Rehder: Dieser große, immergrüne Strauch besitzt bis zu 15 Zentimeter breite Blütenstände. Die Heimat liegt in den südwestlichen chinesischen Provinzen Sichuan und Yunnan.[6]
- Viburnum colebrookeanum Wall. ex DC.: Das Verbreitungsgebiet umfasst die südchinesische Insel Hainan, das nördliche Myanmar und die Himalayaregion mit dem nördlichen Indien, Bhutan und Nepal.[6]
- Viburnum congestum Rehder (Syn.: Hedyotis mairei H.Lév., Oldenlandia mairei (H.Lév.) Chun, Premna esquirolii H.Lév., Viburnum mairei H.Lév.): Das Verbreitungsgebiet liegt in den chinesischen Provinzen Gansu, Guizhou, Sichuan und Yunnan.
- Viburnum corylifolium Hook.f. & Thomson (Syn.: Viburnum barbigerum H.Lév., Viburnum dunnianum H.Lév.): Heimat ist der nordindische Bundesstaat Assam[6] und die chinesischen Provinzen bzw. Autonomen Gebiete Guangxi, Guizhou, Hubei, Shaanxi, Sichuan, Yunnan und Tibet.
- Viburnum corymbiflorum P.S.Hsu & S.C.Hsu: Heimat ist in etwa die südliche Hälfte Chinas.
- Viburnum cotinifolium D.Don (Syn.: Viburnum multratum K.Koch, Viburnum polycarpum Wall. ex DC.): Die Vorkommen reichen von Afghanistan über Pakistan, Kaschmir, das nördliche Indien und Nepal bis Bhutan und das südliche Tibet.[6]
- Viburnum cylindricum Buch.-Ham. ex D.Don (Syn.: Viburnum capitellatum Wight & Arn., Viburnum coriaceum Blume, Viburnum crassifolium Rehder): Die Verbreitung reicht vom südlichen bis westlichen China, dem indischen Subkontinent mit Bhutan, Nepal, Pakistan, Indien und Sri Lanka über Hinterindien mit Vietnam, Myanmar und Thailand bis Malaysia und Indonesien.[6]
- Viburnum dalzielii W.W.Sm.: Die Heimat sind die südöstlichen chinesischen Provinzen Guangdong und Jiangxi.
- Viburnum dasyanthum Rehder (wird manchmal als Synonym für Viburnum betulifolium Batalin geführt): Das Verbreitungsgebiet liegt im zentralen China.[6]
- Viburnum davidii Franch., eine kleine, aber breit wachsende, immergrüne Strauchart aus der chinesischen Provinz Sichuan.[6]
- Viburnum dentatum L. (Syn.: Viburnum ashei Bush, Viburnum pubescens (Aiton) Pursh, Viburnum recognitum Fernald, Viburnum scabrellum (Torr. & A.Gray) Chapm., Viburnum semitomentosum (Michx.) Rehder und Viburnum venosum Britton): Er ist eine sommergrüner Strauch mit breiten, gezähnten Blättern aus dem östlichen Kanada und östlichen bis zentralen Bundesstaaten der USA.[6]
- Viburnum dilatatum Thunb. (Syn.: Viburnum brevipes Rehder, Viburnum fulvotomentosum P.S.Hsu): Die Heimat ist China, Taiwan, Korea und Japan.[6]
- Viburnum edule (Michx.) Raf. (Syn.: Viburnum pauciflorum Bach.Pyl. ex Torr. & A.Gray): Das Verbreitungsgebiet erstreckt sich in Nordamerika vom US-Bundesstaat Alaska über Kanada bis in nördliche Bundesstaaten der USA.[6]
- Viburnum erosum Thunb. (Syn.: Viburnum ichangense (Hemsl.) Rehder, Viburnum matsudae Hayata, Viburnum villosifolium Hayata, Viburnum meyer-waldeckii Loes., Viburnum taquetii H.Lév.): Das Verbreitungsgebiet reicht von China über Korea bis Japan und Taiwan.[8][6]
- Viburnum erubescens Wall. ex DC. (Syn.: Solenotinus erubescens (Wall.) Oerst., Viburnum botryoideum H.Lév., Viburnum burmanicum (Rehder) C.Y.Wu ex P.S.Hsu, Viburnum prattii Graebn., Viburnum pubigerum Wight & Arn., Viburnum thibeticum C.Y.Wu & Y.F.Huang, Viburnum wightianum Wall.): Die Vorkommen liegen in den chinesischen Provinzen Gansu, Guangxi, Guizhou, Hubei, Shaanxi, Sichuan, Xizang und Yunnan sowie im nördlichen Myanmar, in Bhutan, der indischen Himalaya-Region und Nepal.[6]
- Viburnum farreri Stearn (Syn. Viburnum fragrans Bunge, Lonicera mongolica J.F.Gmel.): Er ist ein sommergrüner Strauch mit weit ausladenden Zweigen, dessen zart rosa bis weiße Blüten angenehm riechen. Die Heimat sind die nordwestlichen chinesischen Provinzen Gansu, Qinghai und das chinesische Autonome Gebiet Xinjiang.
- Viburnum flavescens W.W.Sm. (wird von der „Flora of China“ als Synonym für Viburnum betulifolium Batalin geführt): Heimat ist China.[6]
- Viburnum foetens Decne. (die „Flora of Pakistan“ sieht diese Art als Synonym von Viburnum grandiflorum Wall. ex DC.): Das Verbreitungsgebiet liegt in Afghanistan und Pakistan.[6]
- Viburnum foetidum Wall. (Syn.: Hedyotis yunnanensis H.Lév., Oldenlandia yunnanensis (H.Lév.) Chun, Premna valbrayi H.Lév., Viburnum ajugifolium H.Lév., Viburnum ceanothoides C.H.Wright, Viburnum pallidum Franch., Viburnum parvilimbum Merr., Viburnum premnaceum Wall. ex DC., Viburnum rectangulare Graebn. ex Hayata, Viburnum rectangulatum Graebn., Viburnum touchanense H.Lév.): Die Vorkommen reichen von China über Laos, Myanmar und Thailand bis nach Bangladesh, Bhutan und in das nordöstliche Indien.[6]
- Viburnum fordiae Hance (Syn.: Viburnum hirtulum Rehder): Die Vorkommen befinden sich in den südchinesischen Provinzen Anhui, Fujian, Guangdong, Guangxi, Guizhou, Hunan, Jiangxi, Yunnan und Zhejiang.
- Viburnum formosanum (Hance) Hayata (Syn.: Viburnum subglabrum Hayata): Die Heimat sind die chinesischen Provinzen Fujian, Guangdong, Guangxi, Hunan, Jiangxi, Sichuan, Zhejiang sowie Taiwan.[8]
- Viburnum furcatum Blume ex Maxim.: Verbreitungsgebiete sind Sachalin und die Kurilen im fernöstlichen Russland sowie Japan.[6]
- Viburnum glabratum Kunth: Die Heimat sind die Anden in Kolumbien.[6]
- Viburnum glomeratum Maxim. (Syn.: Viburnum veitchii C.H.Wright): Heimat ist China[6] und das nördliche Myanmar.
- Viburnum grandiflorum Wall. ex DC.: Das natürliche Verbreitungsgebiet ist das südliche Tibet[6], Bhutan, der indische Bundesstaat Sikkim, Nepal, die Region Kaschmir und Pakistan.
- Viburnum hainanense Merr. & Chun (Syn.: Viburnum tsangii Rehder): Die Heimat sind die südlichen chinesischen Provinzen Guangdong und Guangxi, Hainan sowie Vietnam.
- Viburnum hanceanum Maxim.: Die Heimat sind die südchinesischen Provinzen Fujian, Guangdong, Guangxi, möglicherweise Guizhou, Hunan und Jiangxi.
- Viburnum harryanum Rehder: Heimat ist das westliche China.[6]
- Viburnum hengshanicum Tsiang ex P.S.Hsu: Das Verbreitungsgebiet sind die chinesischen Provinzen Anhui, Guangxi, Guizhou, Hunan, Jiangxi und Zhejiang.
- Viburnum henryi Hemsl.: Die Heimat sind die chinesischen Provinzen Fujian, Guangxi, Guizhou, Hubei, Jiangxi, Shaanxi, Sichuan und Zhejiang.
- Viburnum × hillieri Stearn (eine Hybride aus Viburnum erubescens × Viburnum henryi)
- Viburnum hupehense Rehder (wird in der „Flora of China“ als Synonym für Viburnum betulifolium Batalin geführt): Heimat ist das zentrale China.[6]
- Viburnum ichangense (Hemsl.) Rehder (wird in der „Flora of China“ als Synonym für Viburnum erosum var. erosum Batalin geführt): Heimat ist das zentrale und südwestliche China.[6]
- Viburnum incarum Graebn.: Heimat ist Peru und Ecuador.[4]
- Viburnum inopinatum Craib: Die Verbreitung erstreckt sich von den südchinesischen Provinzen Guangxi und Yunnan bis nach Hinterindien mit dem nördlichen Vietnam, Laos, Myanmar und Thailand.
- Viburnum integrifolium Hayata: Die Heimat ist Taiwan.[8]
- Viburnum japonicum (Thunb.) Spreng.: (Syn.: Cornus japonica Thunb., Viburnum boninsimense (Makino) Koidz. ex Nakai, Viburnum fusiforme Nakai): Heimat ist Japan und Taiwan.[8]
- Viburnum × juddii Rehder, Eltern sind Viburnum bitchiuense × Viburnum carlesii: Diese Hybride existiert nur als Kulturpflanze.
- Viburnum kansuense Batalin: Das Verbreitungsgebiet sind die chinesischen Provinzen Gansu, Shaanxi, Sichuan, Yunnan und Tibet.
- Viburnum koreanum Nakai (Syn.: Viburnum coreanum Nakai, orth. var.): Die Heimat ist die chinesische Mandschurei, Korea und Japan.[6]
- Viburnum lancifolium P.S.Hsu: Heimat sind die chinesischen Provinzen Fujian, Jiangxi, Zhejiang und möglicherweise Guangdong.
- Wolliger Schneeball (Viburnum lantana L.), eine sommergrüne Strauchart aus Europa und Westasien mit charakteristischen, stark behaarten Jungtrieben.
- Viburnum lantanoides Michx. (Syn.: Viburnum alnifolium auct.): Das natürliche Verbreitungsgebiet ist das östliche Kanada sowie die nord- und südöstliche USA.[6]
- Viburnum laterale Rehder: Diese Art kommt nur in der chinesische Provinz Fujian vor.
- Viburnum leiocarpum P.S.Hsu: Heimat sind die südlichen Provinzen Yunnan und Hainan in China.
- Kanadischer Schneeball (Viburnum lentago L.): Die Verbreitung liegt in Kanada und der USA.[6]
- Viburnum lobophyllum Graebn. (wird in der „Flora of China“ als Synonym für Viburnum betulifolium Batalin geführt): Heimat ist China.[6]
- Viburnum longipedunculatum (P.S.Hsu) P.S.Hsu: Das Verbreitungsgebiet liegt in den südlichen chinesischen Provinzen Guangxi und Yunnan.
- Viburnum longiradiatum P.S.Hsu & S.W.Fan: Die Vorkommen liegen in den chinesischen Provinzen Sichuan und Yunnan.
- Viburnum lutescens Blume (Syn.: Viburnum monogynum Blume, Viburnum sundaicum Miq.): Das Verbreitungsgebiet reicht vom südlichen China über Indien, Vietnam, Myanmar und Malaysia bis Indonesien.
- Viburnum luzonicum Rolfe (Syn.: Viburnum foochowense W.W.Sm., Viburnum mushanense Hayata, Viburnum parvifolium W.W.Sm., Viburnum smithianum H.L.Li, Viburnum smithii F.P.Metcalf): Die Vorkommen befinden sich im südlichen China, Taiwan[8], Malaysien, auf den Philippinen und möglicherweise in Indonesien.
- Viburnum macrocephalum Fortune (Syn.: Viburnum keteleeri Carrière) mit großen sterilen Randblüten; die natürlichen Vorkommen liegen in den östlichen Provinzen Anhui, Henan, Hubei, Hunan, Jiangsu, Jiangxi, Shandong und Zhejiang in China.
- Orjen-Schneeball (Viburnum maculatum Pant.): Er kommt in Albanien und in Bosnien-Herzegowina vor.[9]
- Viburnum mathewsii (Oerst.) Killip & A.C.Sm. (Syn.: Oreinotinus mathewsii Oerst., Viburnum fur Graebn.): Die Heimat ist Ecuador[4] und Peru[10].
- Viburnum melanocarpum P.S.Hsu: Die Heimat sind die ostchinesischen Provinzen Anhui, Henan, Jiangsu, Jiangxi und Zhejiang.
- Viburnum molle Michx.: Das ursprüngliche Verbreitungsgebiet sind östliche bis zentrale Bundesstaaten der USA.[6]
- Viburnum mongolicum (Pall.) Rehder (Syn.: Lonicera mongolica Pall., Viburnum davuricum Pallas): Das Verbreitungsgebiet reicht vom östlichen Russland über die Mongolei bis in das nördliche bis zentrale China.[6]
- Viburnum mullaha Buch.-Ham ex D.Don (Syn.: Viburnum involucratum Wall. ex DC., Viburnum stellulatum Wall. ex DC., Viburnum thaiyongense W.W.Sm.): Die Heimat liegt in der chinesischen Provinz Yunnan bzw. im Autonomen Gebiet Tibet, in Hinterindien und in der Himalaya-Region mit Bhutan, im indischen Bundesstaat Assam, in Nepal, der Region Kaschmir und Pakistan.
- Viburnum nervosum D.Don (Syn.: Solenotinus nervosus (D.Don) Oerst., Viburnum cordifolium Wall. ex DC.): Das Verbreitungsgebiet umfasst die chinesischen Provinzen Guangxi, Hunan, Sichuan, Xizang und Yunnan, weiters Nordvietnam, das nördliche Myanmar und die Himalaya-Region mit Bhutan, dem indischen Bundesstaat Assam sowie Nepal.
- Viburnum nudum L. (Syn.: Viburnum nitidum Aiton): Die Vorkommen liegen in östlichen Bundesstaaten der USA und in Texas.[6]
- Viburnum obovatum Walter: Die Heimat liegt im Südosten der USA in den Bundesstaaten South Carolina, Georgia, Florida und Alabama.[6]
- Viburnum odoratissimum Ker Gawl. (Syn.: Microtinus odoratissimus Ker Gawl.) Oerst., Thyrsosma chinensis Raf., nom. illeg. superfl., Viburnum arboricola Hayata, Viburnum awabuki K.Koch, Viburnum kerrii Geddes, Viburnum sessiliflorum Geddes, Viburnum simonsii Hook.f. & Thomson, Viburnum sinense Zeyh. ex Colla, Viburnum sphaerocarpum Y.C.Liu & C.H.Ou. ist eine immergrüne Art, deren natürliches Verbreitungsgebiet sich vom südlichen China, Japan und Taiwan[8] über Hinterindien und die Philippinen bis zum Himalaya im nordostindischen Bundesstaat Assam erstreckt.[6] Sie bildet Sträucher oder kleine Bäume und hat stark duftende, weiße Blüten.
- Viburnum oliganthum Batalin (Syn.: Viburnum stapfianum H.Lév.): Heimat sind die chinesischen Provinzen Guizhou, Hubei, Sichuan, Yunnan bzw. das Autonome Gebiet Tibet.
- Viburnum omeiense P.S.Hsu: Heimat ist die chinesische Provinz Sichuan.
- Gemeiner Schneeball (Viburnum opulus L.), ein sehr verbreiteter Strauch aus Europa, Asien und Nordamerika.[6] Es gibt drei Varietäten.[6]
- Viburnum orientale Pall.: Die Heimat ist die Türkei, Aserbaidschan und Georgien.[6]
- Viburnum ovatifolium Rehder (Die „Flora of China“ führt dieses Taxon als Synonym für Viburnum betulifolium Batalin): Heimat ist China.[6]
- Viburnum parvifolium Hayata (Syn.: Viburnum yamadae Bartlett & Yamam.): Die Heimat ist Taiwan.[8]
- Viburnum phlebotrichum Sieb. & Zucc.: Die Heimat ist Japan.[6]
- Viburnum pichinchense Benth.: Heimat ist Kolumbien, Ecuador[4] und Bolivien[11].
- Japan-Schneeball (Viburnum plicatum Thunb., Syn.: Viburnum tomentosum Thunb.): Dies ist eine sommergrüne Strauchart, deren Blätter ähnlich wie jene der Haselnuss gefaltet sind. Das natürliche Vorkommen reicht von China über Taiwan[8] und Japan bis Korea.
- Viburnum propinquum Hemsl.: Das Verbreitungsgebiet liegt in China, Taiwan[8] und auf den Philippinen.
- Pflaumenblättriger Schneeball (Viburnum prunifolium L.): Das Verbreitungsgebiet liegt in östlichen bis zentralen Bundesstaaten der USA.[6]
- Viburnum punctatum Buch.-Ham. (Syn.: Viburnum acuminatum Wall. ex DC., Viburnum lepidotulum Merr. & Chun): Die Vorkommen erstrecken sich vom südlichen China über Hinterindien bis Indonesien und von Thailand über Bhutan bis nach Nepal.
- Viburnum pyramidatum Rehder: Die Heimat sind die südchinesischen Provinzen Guangxi und Yunnan sowie das nördliche Vietnam.
- Viburnum rafinesqueanum Schult.: Das Verbreitungsgebiet liegt in Kanada und den USA.[6]
- Viburnum reticulatum Ruiz & Pav. (Syn.: Oreinotinus reticulatus Ruiz & Pav. ex Oerst., Viburnum weberbaueri Graebn.): Heimat ist Ecuador[4] und Peru[12].
- Viburnum × rhytidocarpum Lemoine ist eine Hybride aus Viburnum buddleifolium × Viburnum rhytidophyllum. Sie existiert möglicherweise nur als Kulturpflanze.
- Viburnum × rhytidophylloides J.V.Suringar ist eine Hybride aus Viburnum lantana × Viburnum rhytidophyllum. Sie existiert möglicherweise nur als Kulturpflanze.
- Runzelblatt-Schneeball (Viburnum rhytidophyllum Hemsl.), ein großer, immergrüner Strauch mit stark runzeligen, großen Blättern, die auf der Unterseite grau- bis braunfilzig sind. Seine Heimat ist China.[6]
- Viburnum rigidum Vent.: Diese Art kommt nur auf den Kanaren vor.[6] Sie wird von manchen Autoren auch als Unterart Viburnum tinus subsp. rigidum (Vent.) P. Silva zu Viburnum tinus gestellt.[6]
- Viburnum rufidulum Raf.: Die Heimat sind die USA.[6]
- Viburnum schensianum Maxim. (Syn.: Viburnum dielsii Graebn., Viburnum giraldii Graebn.): Die Verbreitungsgebiete liegen in den chinesischen Provinzen Anhui, Gansu, Hebei, Henan, Hubei, Jiangsu, Shaanxi, Shandong, Shanxi, Sichuan und Zhejiang.
- Viburnum sempervirens K.Koch (Syn.: Viburnum nervosum Hook. & Arn., Viburnum pinfaense H.Lév., Viburnum venulosum Benth.): Heimat ist das südöstliche bis zentrale China.[6]
- Viburnum setigerum Hance (Syn.: Viburnum bodinieri H.Lév., Viburnum theiferum Rehder): Die natürliche Verbreitung befindet sich etwa in der südlichen Hälfte Chinas und in Taiwan.[6]
- Viburnum shweliense W.W.Sm.: Die Heimat liegt im westlichen Yunnan und möglicherweise in Myanmar.
- Viburnum sieboldii Miq.: Die Heimat ist Japan.[6]
- Viburnum squamulosum P.S.Hsu: Die Heimat ist das Autonome Gebiet Guangxi im südlichen China.
- Viburnum subalpinum Hand.-Mazz.: Die Heimat ist die südliche Provinz Yunnan in China und der Norden Myanmars.
- Viburnum suspensum Lindl.: Dieser Endemit kommt nur auf den japanischen Ryūkyū-Inseln vor.[6]
- Viburnum sympodiale Graebn. (Syn.: Viburnum martini H.Lév., Viburnum melanophyllum Hayata): Die Heimat ist China und Taiwan.[8]
- Viburnum taitoense Hayata (Syn.: Viburnum tubulosum P.S.Hsu): Heimat sind Taiwan und das Autonome Gebiet Guangxi sowie die chinesische Provinz Hunan.[8]
- Viburnum tengyuehense (W.W.Sm.) P.S.Hsu (Syn.: Viburnum oblongum P.S.Hsu): Das Verbreitungsgebiet sind südwestlichen Provinzen Guizhou und Yunnan sowie möglicherweise Myanmar.
- Viburnum ternatum Rehder (Syn.: Viburnum chaffanjonii H.Lév.): Die Vorkommen liegen in den chinesischen Provinzen Guizhou, Hubei, Hunan, Sichuan und Yunnan.
- Mittelmeer-Schneeball, Lorbeerblättriger Schneeball (Viburnum tinus L.), ein oft kultivierter, immergrüner Strauch aus der Macchienvegetation des Mittelmeergebietes. Man kann drei Unterarten unterscheiden.[6] Eine davon kommt auf den Kanaren und den Azoren vor.[6]
- Viburnum trabeculosum C.Y.Wu ex P.S.Hsu: Die Heimat ist der Süden der chinesischen Provinz Yunnan.
- Amerikanischer Schneeball, Cranberry-Strauch (Viburnum trilobum Marshall: Wird von manchen Autoren auch als Unterart oder Varietät des Gewöhnlichen Schneeballs (Viburnum opulus subsp. americanum (Mill.) Piper & Beattie oder Viburnum opulus var. americanum Aiton) angesehen)
- Viburnum triphyllum Benth. (Syn.: Oreinotinus laurifolius Oerst., Oreinotinus triphyllus Oerst.): Heimat ist Kolumbien, Ecuador[4] und Peru[13].
- Viburnum triplinerve Handel-Mazz. (möglicherweise identisch mit Viburnum propinquum Hemsl.): Heimat ist das Autonome Gebiet Guangxi im südlichen China.
- Viburnum urbani Graebn.: Die Heimat ist Kolumbien und Ecuador.[4][14]
- Viburnum urceolatum Sieb. & Zucc. (Syn.: Viburnum taiwanianum Hayata): Die Verbreitung reicht von China über Taiwan[8] bis nach Japan.
- Nützlicher Schneeball (Viburnum utile Hemsl.): Die Heimat sind die Provinzen Guizhou, Henan, Hubei, Hunan, Shaanxi und Sichuan im zentralen China.
- Viburnum veitchii C.H.Wright (wird in der „Flora of China“ als Synonym von Viburnum glomeratum subsp. glomeratum betrachtet): Heimat ist das zentrale China.[6]
- Viburnum villosum Sw.: Die Heimat sind die karibischen Inseln Kuba und Jamaika.[6]
- Viburnum wilsonii Rehder (wird in der „Flora of China“ als Synonym für Viburnum betulifolium Batalin geführt): Die Heimat ist das westliche China.[6]
- Viburnum wrightii Miq. (Syn.: Viburnum hessei Koehne): Die Heimat ist Japan, Korea und das nordöstliche Russland.[6]
- Viburnum yunnanense Rehder: Sie kommt in der südwestlichen chinesischen Provinz Yunnan vor.

Hybriden:
- Viburnum ×vetteri Zabel: Sie ist eine Hybride aus Viburnum lentago × Viburnum nudum.